# Ókori egyiptomi építészet
Az ókori egyiptomi építészet gyökereit legalább az i. e. 4. évezredben már létezett Nagada-kultúráig követhetjük vissza. Az i. e. 4. évezredből fennmaradt kerek, illetve ovális alapú, iszapból formált kunyhók és a Nagada-kultúra kapcsolata tisztázatlan. A többnyire ovális sírokban halottkultuszra utaló tárgyakat (ajándékokat) helyeztek el (MűvLex).

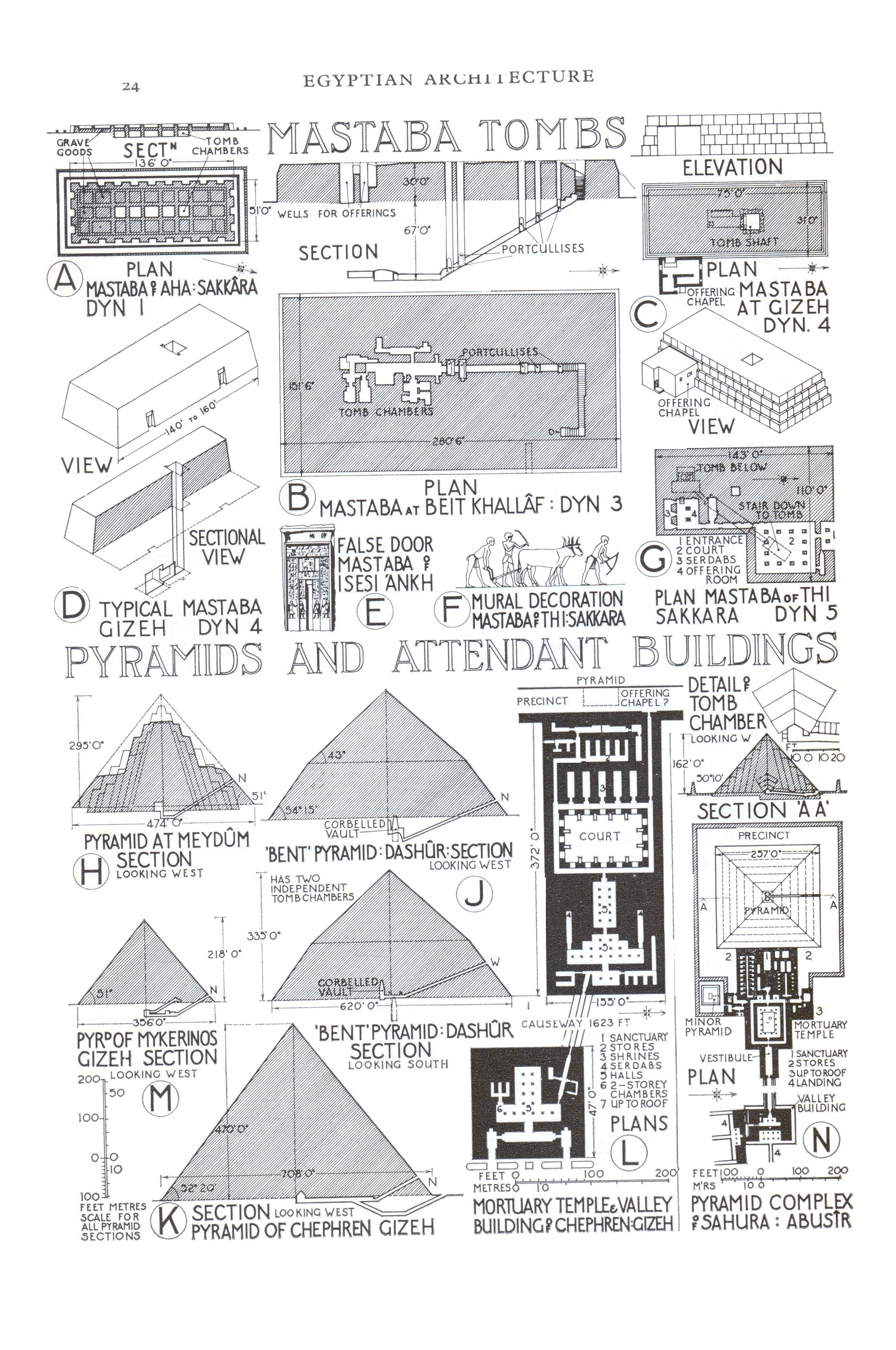
A masztabák és a piramisok tipológiája

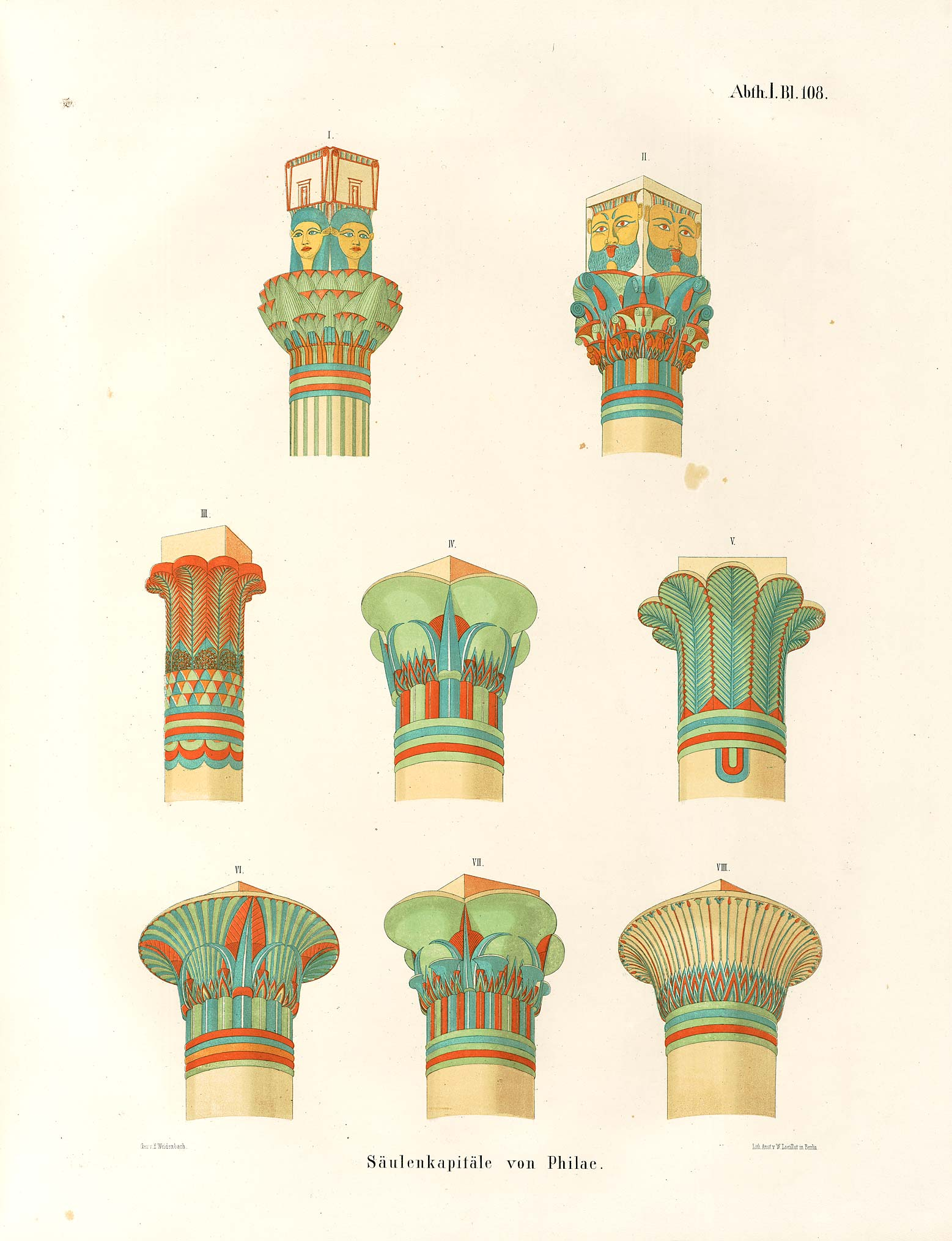
Típusos egyiptomi oszlopfejezetek Karl Richard Lepsius szerint

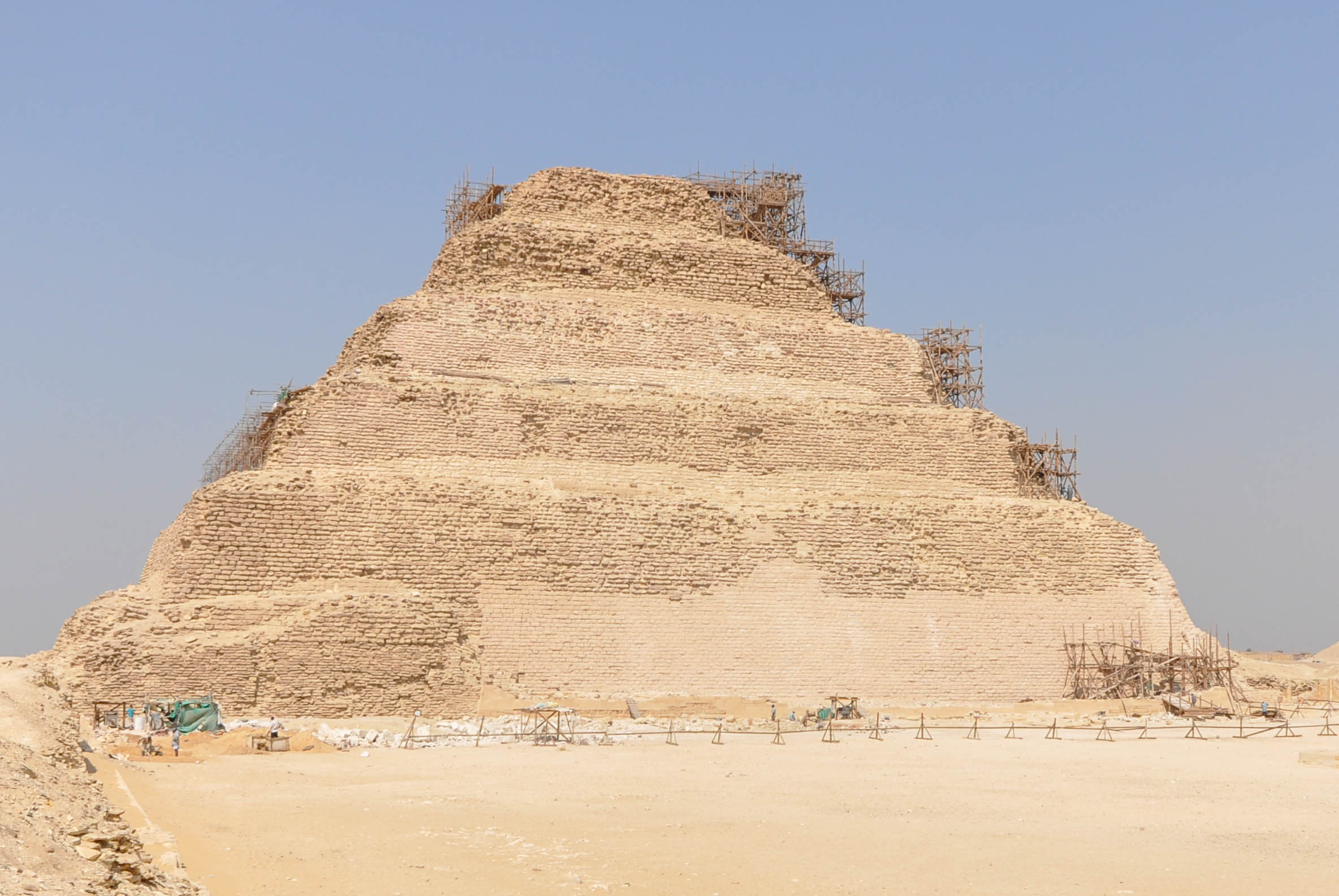
Dzsószer fáraó lépcsős piramisa

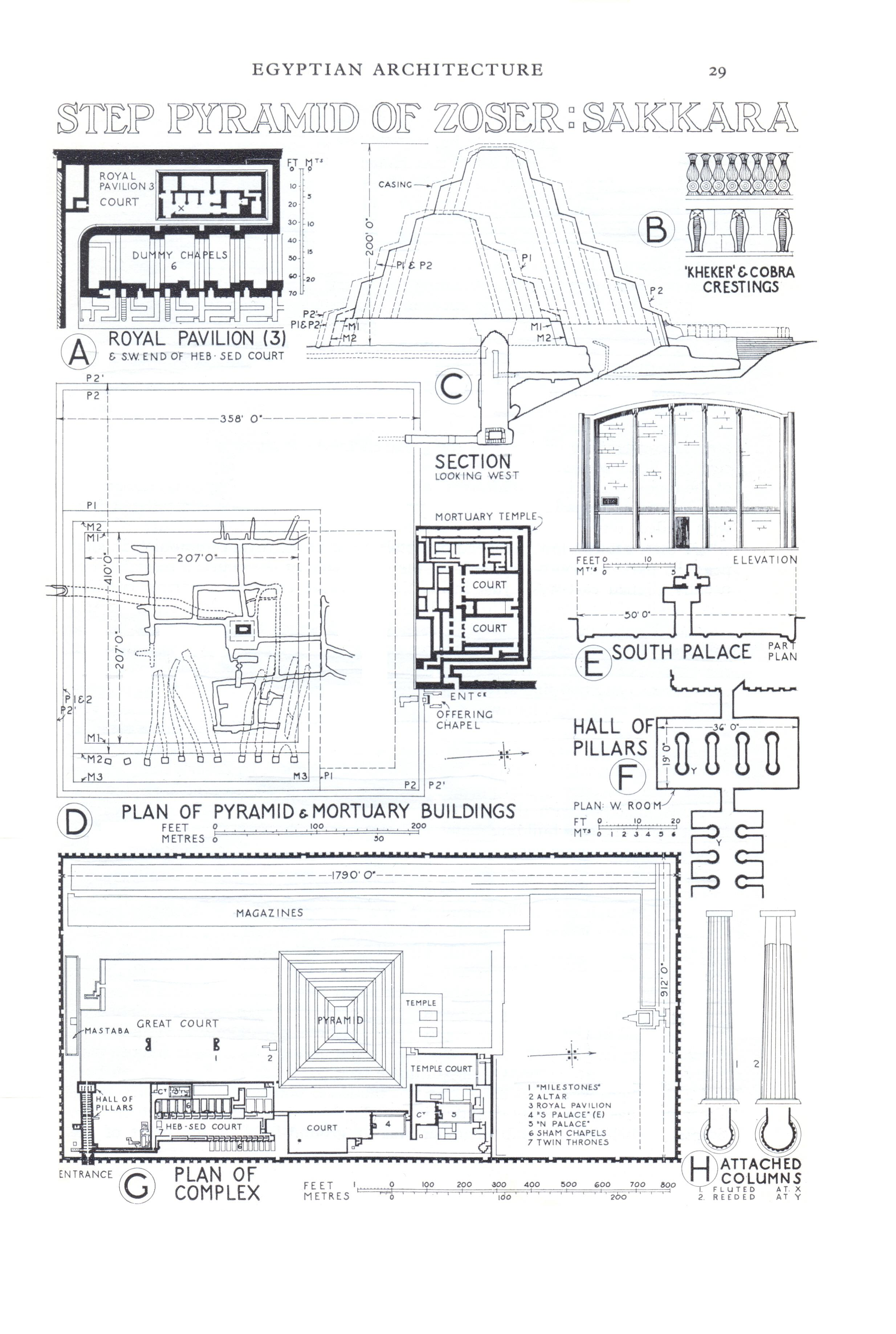
Dzsószer lépcsős piramisának épületegyüttese

## Az építészet szervezete

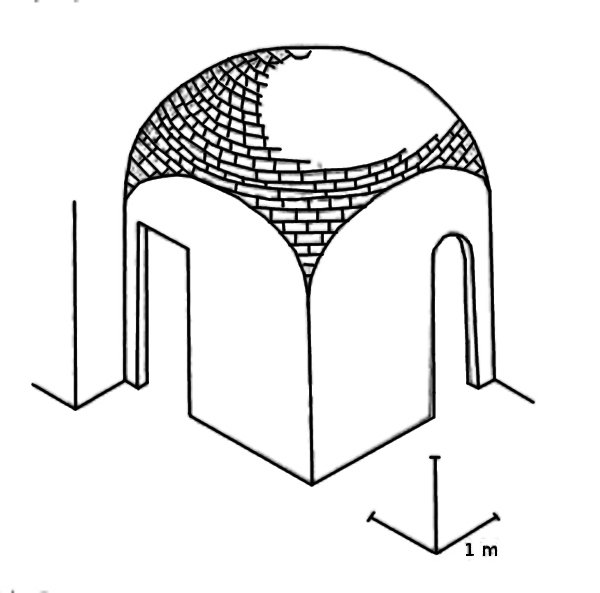
Szeneb masztabájának kupolája (rekonstrukció)

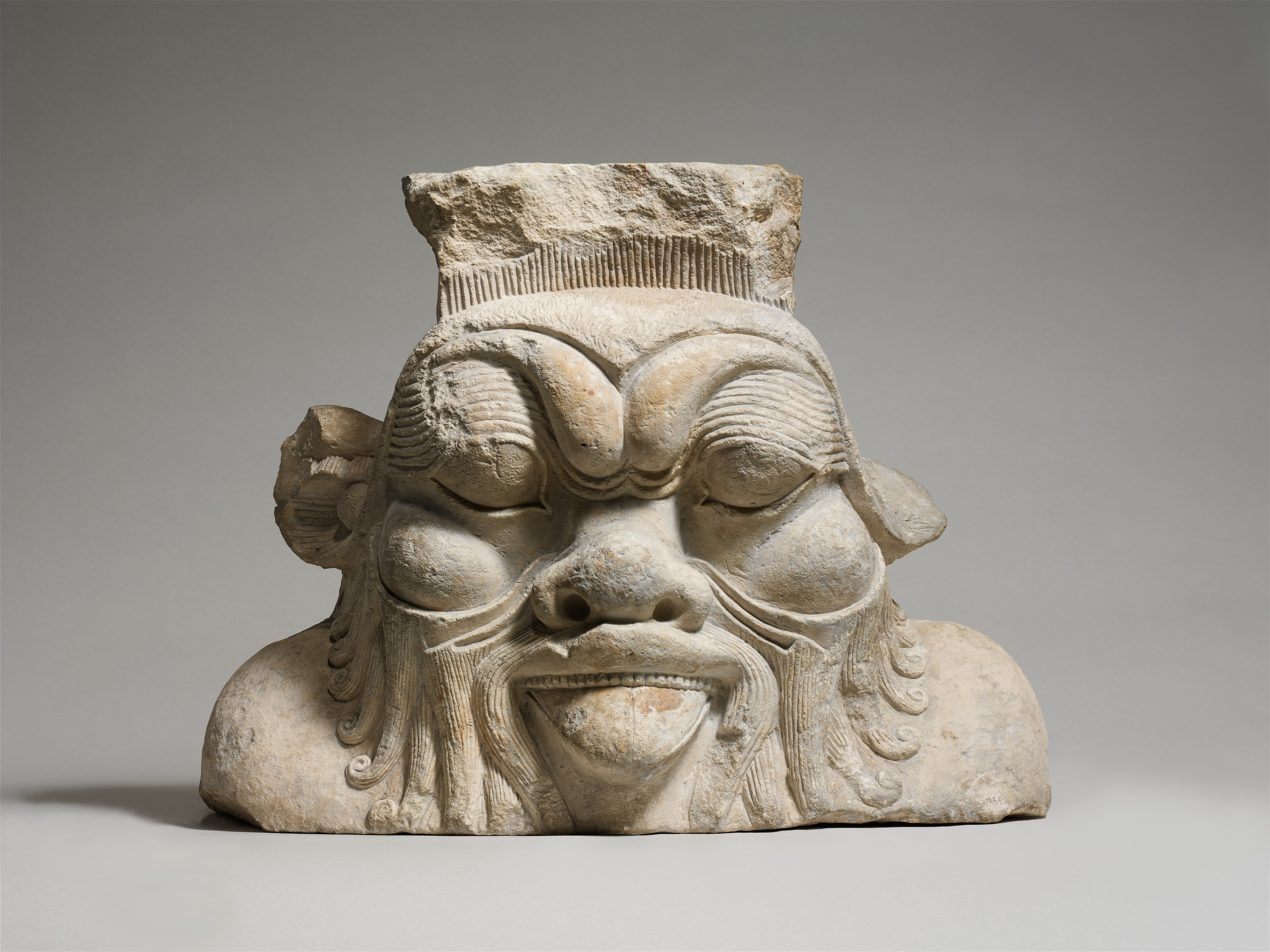
Bész fejét ábrázoló oszlopfejezet a Metropolitan Múzeumban

A tervezők tudós papok, képzett építészek voltak, az építők általában hivatásos munkások (kőművesek, ácsok stb.), ritkábban rabszolgák. Az építész, illetve mérnök az elő-ázsiai gyakorlattól eltérően a társadalom megbecsült tagja volt – olyannyira, hogy az alapvető építészeti szabályokat kidolgozó Imhotepet halála után istenné avatták. Többségük eleve a társadalom kiváltságos osztályainak valamelyikéből származott. Tőlük merőben eltérő módon a szobrászokat és festők munkáját alacsonyrendűnek tekintették, ők maguk pedig egyszerű kézművesnek számítottak. A nagy építkezések építészeinek nevei máig fennmaradtak. Így például:
- Dzsószer fáraó szakkarai lépcsős piramisát és nekropoliszát a már említett Imhotep tervezte (ő egyúttal főpap, vezír és a fáraó közvetlen tanácsadója volt),
- I. Amenhotep, I. Thotmesz, II. Thotmesz, III. Thotmesz és Hatsepszut építkezéseit Ineni vezette,
- III. Amenhotep építkezéseit Hapu fia Amenhotep,
- a Ramszeszek építkezéseit Bohenhonsu.
- Az edfui Hórusz-templomot egy újabb Imhotep építette (nem azonos az istenné avatottal).

Az építkezés szabályait a mesterek titokként kezelték és úgy adták tovább nemzedékről nemzedékre – az i.e. 5. században élt Hunibre azzal büszkélkedett, hogy huszonkét felmenője volt építész. A tervek sajátos jellegzetességeként mindig meghúzták rajtuk az egyes terek középtengelyét, és magát az építkezést is ezek kijelölésével kezdték. A homlokzatokat a szobrászatban és festészetben bevett négyzethálós beosztással, valószínűleg mintakönyvek alapján rajzolták meg.
A segédmunkások főleg szabad parasztok, kisebbrészt rabszolgák voltak. éppen ezért többnyire a Nílus áradásai alatt építkeztek, amikor az elöntött földeken nem lehetett dolgozni (a szállítást pedig megkönnyítette a magasabb vízállás és az erősebb sodrás). A munkások 10–12 fős csoportokban dolgoztak egy-egy munkafelügyelő vezérletével (Hajnóczi, 89–90. old.).
Az építés munkafázisait számos síkművészeti ábrázolás örökítette meg.

## Az építkezés
Az építés folyamatáról rengeteg terv, feljegyzés és ábrázolás maradt fenn. A terveken mindig bejelölték a leendő épület hossztengelyét és a tényleges építkezést is ennek kitűzésével kezdték. A homlokzatokat a szobrászatban és a festészetben is használt négyzethálós beosztással rajzolták meg, valószínűleg mintakönyvek alapján.

## Felhasznált anyagok

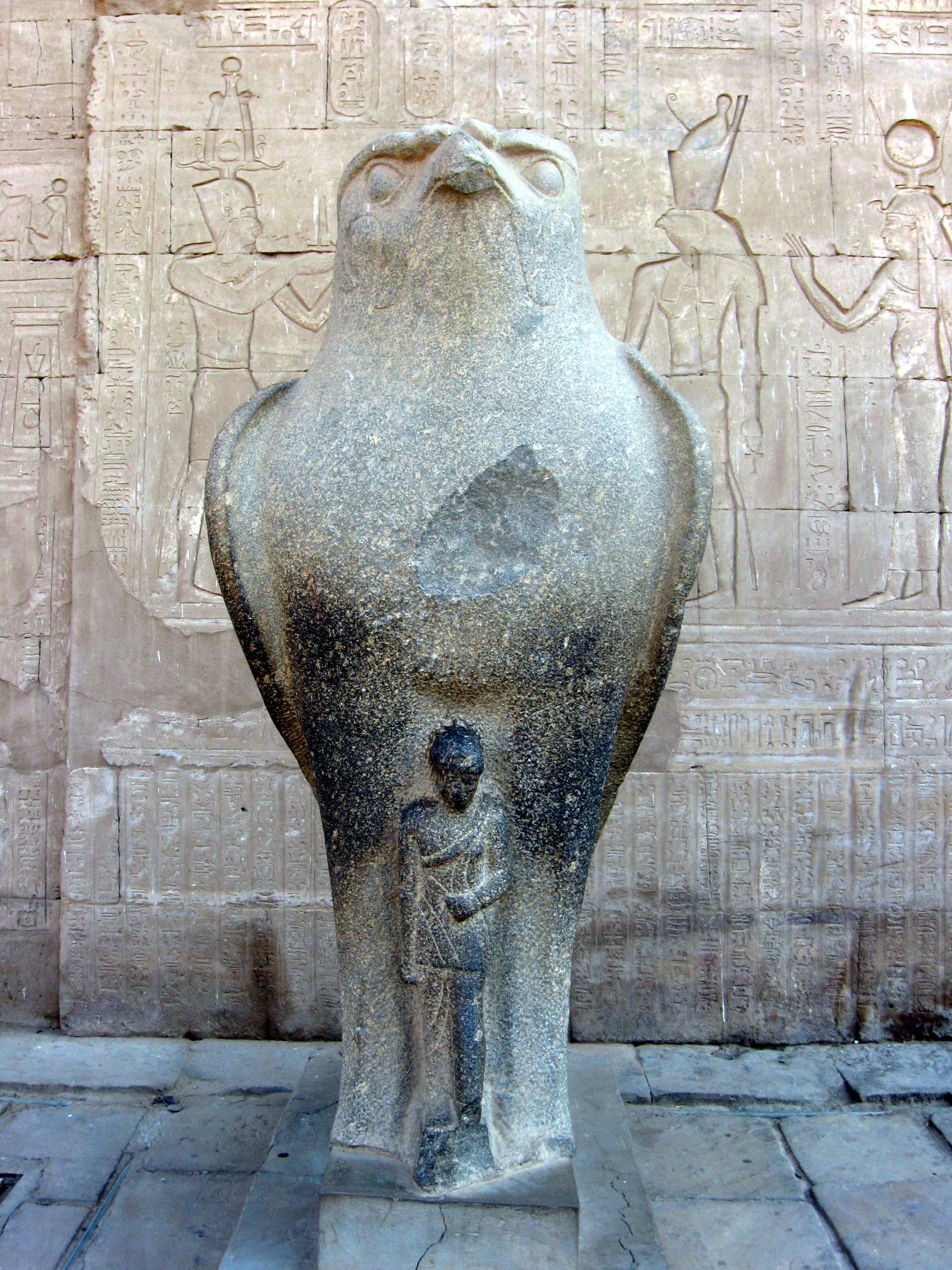
Gránit sólyomszobor Hórusz edfui templomában, a szobor lábánál XV. Ptolemaiosz (Caesarion) domborművével

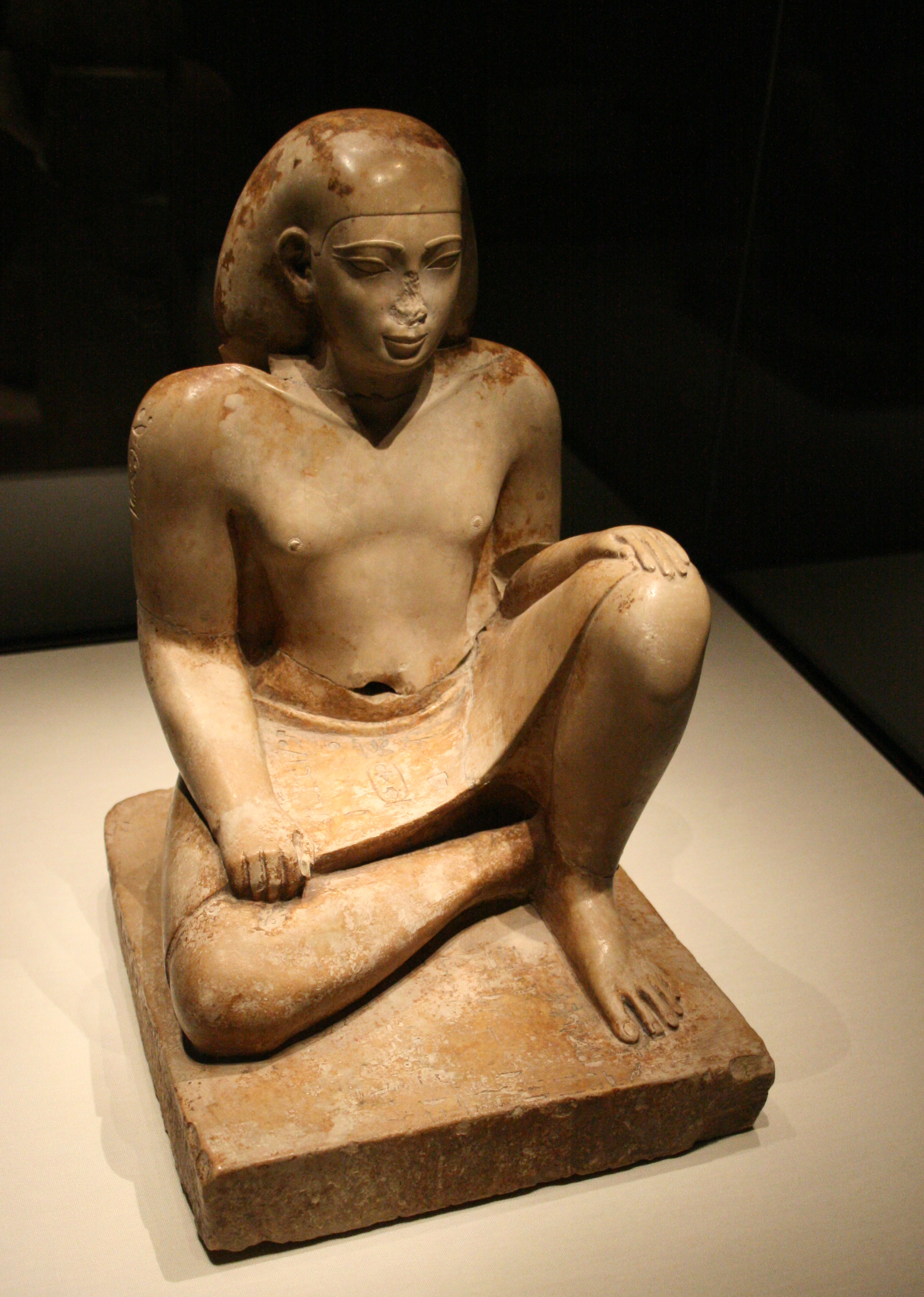
Bész isten nevét viselő egyiptomi hivatalnok szobra a XXVI. dinasztia idejéből, i. e. 660-610; mészkő, 32,2 cm magas, 20,9 cm széles

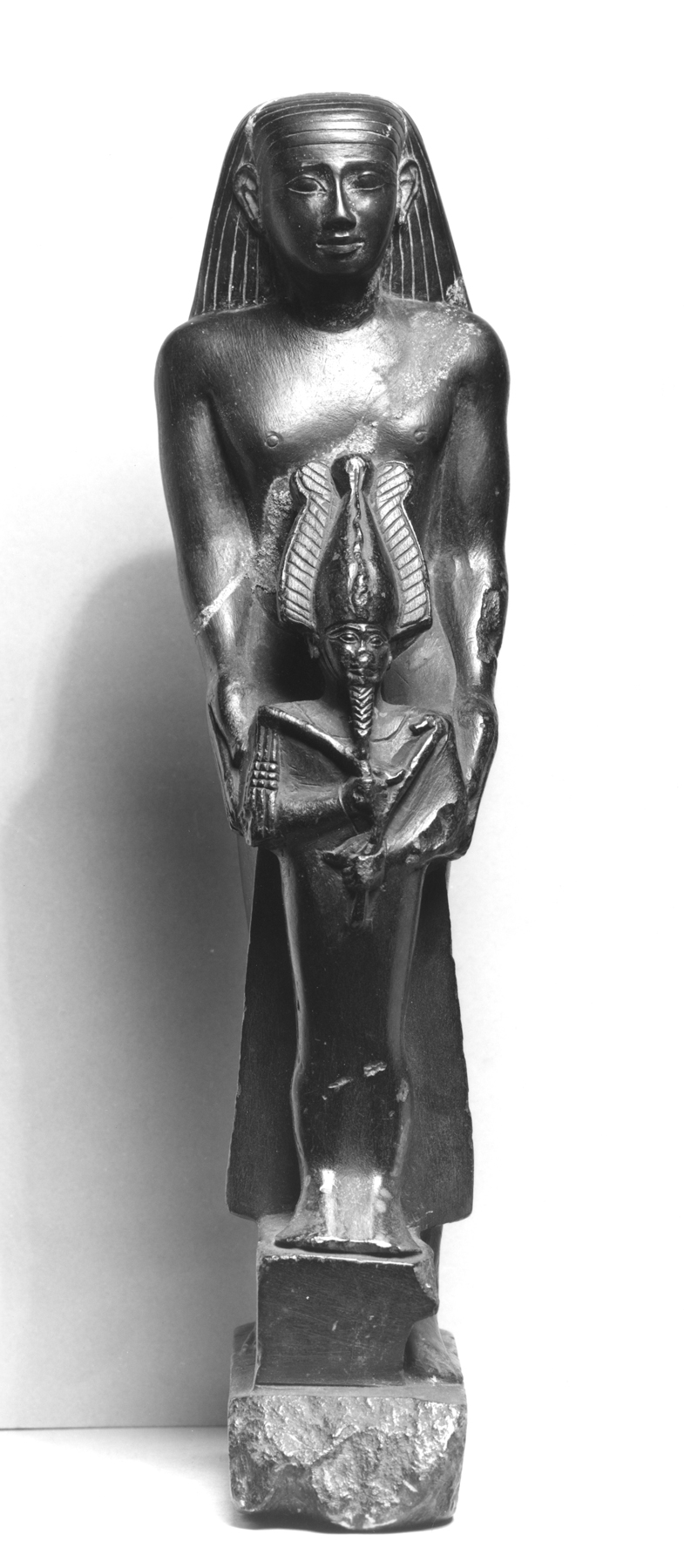
Ozirisz-szobrot tartó hivatalnok granodioritból faragott szobra az i.e. 7–4. századból – Baltimore, Walters Art Museum

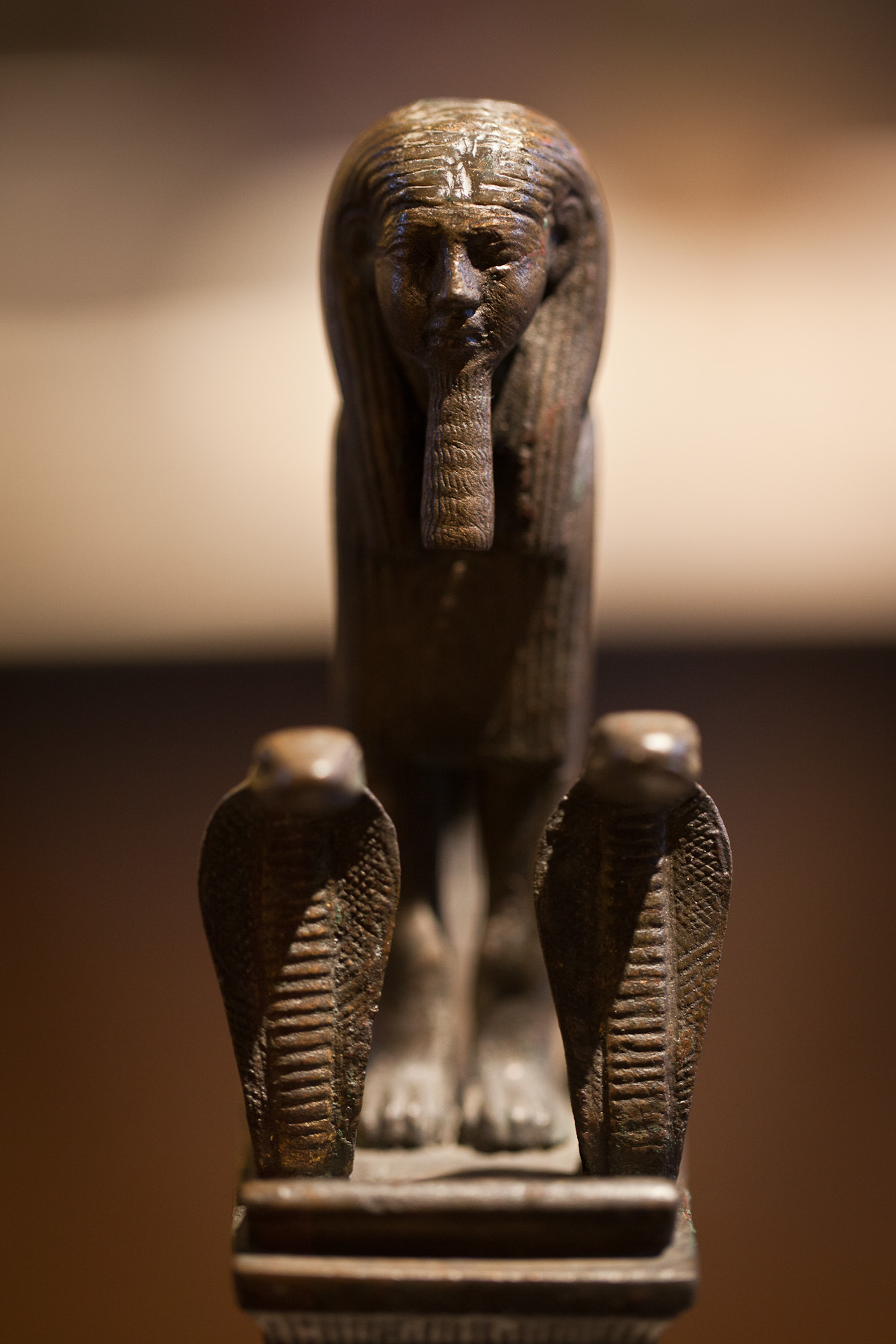
Taharka fáraó bronzszobra i. e. 690-664 között – 16 cm magas, 13,6 cm széles (Párizs, Louvre)

A legősibb építőanyagok az agyagos iszap, a nád és a sás voltak. Idővel az agyagos iszap használata visszaszorult, mert ezt a Nílus áradmányából kellett kitermelni, az pedig kellett a földek termőképességének fenntartásához. Ebből az áradmányból a napon szárítottak vályogtéglát – ezt azért nem égették ki, mert a fának is szűkében voltak. Vályogtéglából alapvetően háromféle épület készült:
- a korai idők sírépítményei,
- a középbirodalom piramisai és
- az igényesebb lakóházak.

A szerkezeti elemeket kezdetben fából ácsolták, a szerkezet elemeit sással kötözték egymáshoz. A fa hiánycikké vált, miután a lakosság növekedése miatt az erdőket kiirtották, hogy minden földet megművelhessenek. Ezután a fát többnyire külországokból hozták be. Ezért igen drága lett, amiért fából többnyire csak az épületek gerendavázát készítették; a falak többnyire nádból voltak. A sást elsősorban kötözőanyagnak használták. A fa elfogytával azt egyre több funkciójában más anyagokkal helyettesítették – az ajtókereteket például szoros nádkötegekből alakították ki (Szentkirályi). Ezután teljesen fából csak néhány kisebb, hangsúlyozottan fényűző épület készült; főleg az előkelőek kerti pavilonjai. Ugyancsak fából faragtak néhány drágább bútort. Építészeti jelentősége azonban messze túlmutatott tényleges használatán, amennyiben az épületek még hosszú ideig megőrizték a korábbi faházak szerkezetét, formakincsét.
A házakban a hőszigetelés javítására a falakra belül gyékényszőnyeget aggattak, sőt, gyakran a téglasorok közé is gyékénylapokat falaztak. Ennek a gyakorlatnak az emlékét őrzik az épületek párkányainak pálca formájú kötőtagozatai és a szakkarai sírkertben a föld alatti sírkamrák fajansz homlokzatai. A téglákat homokos, kőtörmelékes agyaggal tapasztották egymáshoz (Hajnóczy, p. 84–85.).
A dekoratív elemekhez használt rezet és türkiszt a fáraó védnöksége alatt Szíriában bányászták. Az ébenfát és az elefántcsontot Felső-Egyiptomban cserélték fekete-afrikai törzsekkel (Hollibgworth p. 41).
Miután a fát már importálni kellett, a szerkezeti elemeket kőből faragták ki. Az anyagfelhasználást Imhotep forradalmasította anélkül, hogy az egyiptomiak korábban bármiféle tapasztalatokat szereztek volna arról, hogyan is kell kőből építkezni. Ennek eredményeként Imhotep a követ még „anyagszerűtlenül” használta, azaz épületeit nem a kő, mint építőanyag sajátosságaira alapítva húzta fel, hanem megőrizte a korábban használt formákat és méreteket, csak éppen nem növényekből és sárból, hanem kőből alakíttatta ki azokat – nagyszerű lehetőséget teremtve a hálás utókornak arra, hogy ezekből a korábbi építőanyagokra következtessen. Az általa épített födémek kőtáblái gyakran nádköteget, a falak pedig gyékényszőnyeget formáznak, a kőgerendák fagerendákat utánoznak, a falakhoz használt kőtömböket pedig kis téglácskákra fűrészelték, és úgy falaztak vele, mint korábban a vályoggal volt szokás. A kő valóban anyagszerű felhasználása fokozatos fejlődés után, a IV. dinasztia idejére teljesedett ki (Szentkirályi, 52. old.).
Formájuk eleinte a fagerendákét ismételte, majd apránként az új anyag sajátosságaihoz idomult (Gerő, p. 12.). Az egyszerűbb épületekhez a könnyen megmunkálható
- homokkövet és
- mészkövet

használták, a nagyobbaknál előtérbe került a kedvezőbb színhatású
- gránit
- és szienit.

A finomabb részeket, esetleg szobrokat utóbbiak mellett
- dioritból,
- porfírból vagy
- alabástromból faragták,
- a kisebbeket esetleg bronzból öntötték.

A falakat eleinte terméskőből építették, de ezt nemsokára a faragott kő váltotta fel, és vált az egyiptomi építészet jellegzetességévé. A kőtömböket pontosan munkálták meg és nagy távolságokra szállították. A padlót, az oszlopokat és a falakat több esetben is különféle fajtájú kövekből alakították ki a kedvező színhatás végett.
A kőtömböket szárazon (habarcs nélkül) rakták egymásra, és fecskefarkos rovátkába helyezett fa- vagy fémcsapokkal erősítették egymáshoz. A nagyon gyenge minőségű kőfalakra föld, gipsz, mész és homok keverékéből készült stukkót kentek, és ebbe karcolták a díszítő domborművek kontúrjait. Burkolatnak használtak még fémlemezeket (elsősorban templompadlókon), mázas téglát (elvétve) és színes terrakottát (elő-ázsiai hatásra).
Tüzelőanyag hiányában hosszú ideig a téglákat sem égették ki, csak napon szárították. Égetett téglából készült épületeket az archaikus korból (i.e. 5000–3000) ismerünk, majd a Középbirodalom vége felé tűntek fel újra, hangsúlyosan a gazdagság jeleként.
Az Óbirodalom idején már a templomok, a síremlékek és a paloták falait is kőből készítették. A kőépítészet természetes következményeként (mivel a követ fejteni kellett), ugyancsak egyiptomi sajátosságként váltak tömegessé a sziklasírok és sziklatemplomok (utóbbiakat nem építették, hanem kifaragták a hegyből).
Elő-ázsiai hatásra burkolóelemként elvétve fémlemezeket, mázas téglát, valamint kisebb, színes terrakotta elemeket is használtak (Hajnóczi, 85. old.).

### Szerszámok, eszközök
Bronzból (könnyebben megmunkálható kövekhez, alárendelten rézből) készítették a legtöbb kőmegmunkáló szerszámot:
- fűrészt,
- gyalut,
- vésőt stb.

A kalapács a fémhiány miatt jellemzően fából készült; fából készültek az ékek is.
Gyakori kőszerszámok voltak:
- a simító- és
- a csiszolókövek.

A kivitelezés leggyakoribb mérnöki eszközei:
- a derékszögek,
- a függők,
- a szintezők és a
- mérőlécek

voltak. Utóbbiakat az 1,9 cm-es egyiptomi hüvelyk 1/18-ára (kb. 1 mm-re) kalibrálták. Szögmérő eszközeik nagyon pontosak voltak (Hajnóczi, 89. old.).

### Kőfejtés

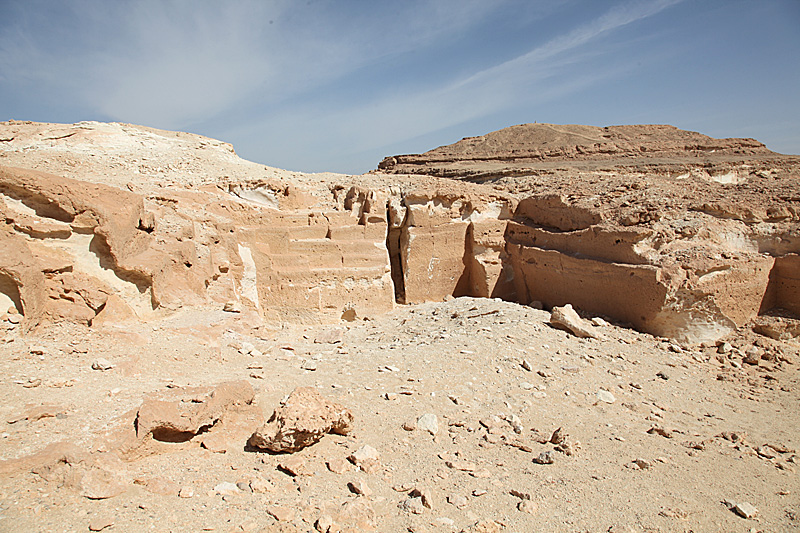
Kőfejtő (Szíva-oázis)

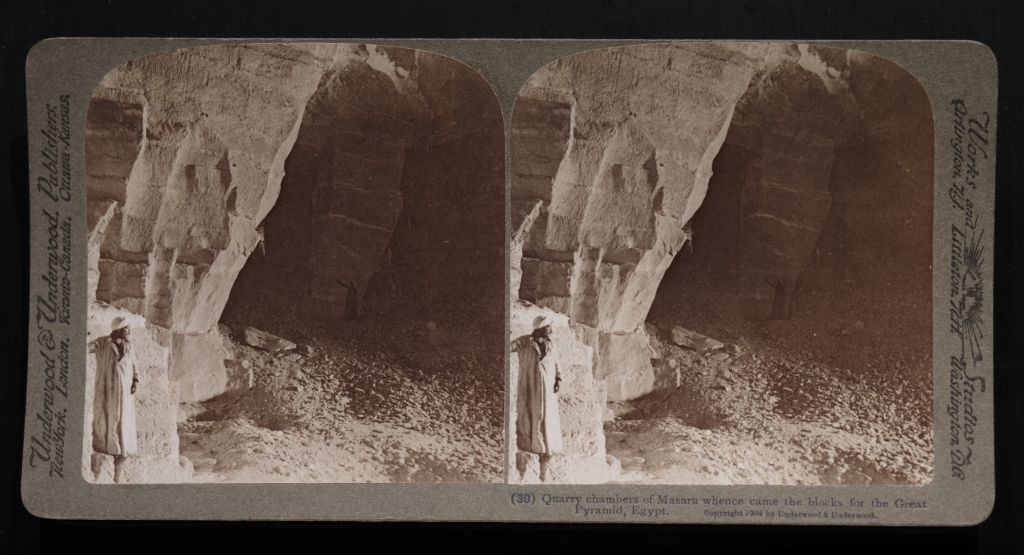
Maszara kőfejtőjének fülkéi. Innen termelték a mészkövet a nagy piramis építéséhez

A külfejtésekben a kőtömböket faékekkel választották le a szálkőzetről. A repedésekbe vert ékeket benedvesítették, amitől azok megduzzadtak, és kitágították a repedést. A tömböket még a bányában elnagyoltan megmunkálták, majd a felhasználás helyére szállították (Hajnóczi, 89. old.). A szobrokat még a kőfejtőben kifaragták, és utána szállították el.

### Szállítás, helyi anyagmozgatás

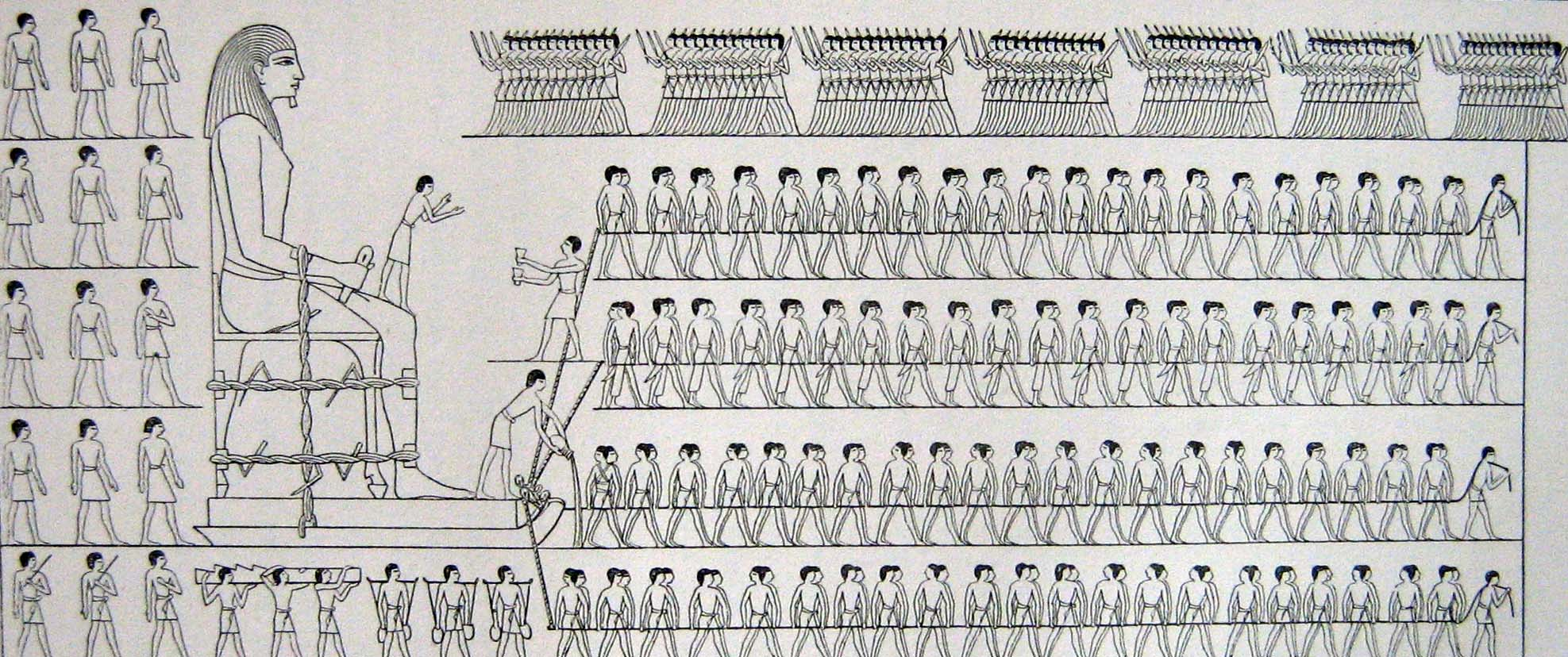
Nagy kőtömbök, illetve szobrok szárazföldi szállítása (kép Dzsehutihotep sírjában)

A köveket ameddig csak lehetett, a Níluson, illetve az abból kiágazó csatornákon szállították tutajokon. Kihasználták a Nílus áradásait, hogy a szárazföldi út hosszát le tudják rövidíteni (Hollingworth p. 41).
A szárazföldön fából készült szántalpakon vontatták őket (MűvKezd 53. old.), az építés színhelyén pedig íves talpú hintákon (csakúgy, mint az ókori Kelet egyéb civilizációi).
Mivel a nagyobb építményekhez nem használtak állványzatot, a csigát pedig nagyon sokáig valószínűleg nem ismerték, a készülő építmények mellé hatalmas rámpákat építettek. A rámpák járófelületét az anyagmozgatás megkönnyítésére csiszolt kőlapokkal burkolták. A rámpa az épülettel együtt nőtt, tehát tömege esetenként a készülő építményénél is nagyobb volt. Az építkezés befejeztén elbontották. A belső teret homokkal töltötték fel (Hajnóczi, 89. old.).

### Anyagmegmunkálás, dekoráció
A falakat, oszlopokat durván munkált kőtömbökből rótták össze (a finomabb részletek a szállítás, összerakás közben megsérültek volna). A végleges felületeket a külső rámpa, illetve a belső homokdomb elbontása közben, felülről lefelé haladva alakították ki, illetve díszítették.

## Épületfajták

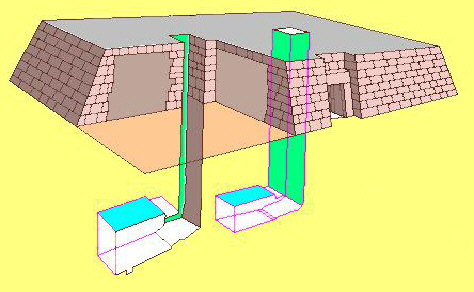
Régi típusú masztaba (Prehistorikus idők–Óbirodalom)

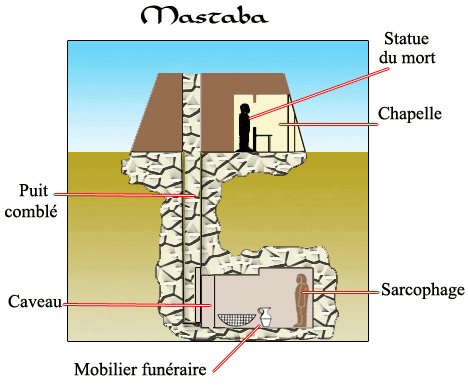
Masztaba föld alatti sírkamrával

A hagyományos felfogás (pl. Gerő 1964, Hajnóczi 1969) szerint az ókori Egyiptom művészete elsősorban a halottkultuszt szolgálta. E szemlélet alapja, hogy a legjobb állapotban fennmaradt épületek temetkező helyek és a legelső összefüggő nyelvemlékek az ún. piramisszövegek. A valamennyire fennmaradt épületek többsége az alábbi kategóriák valamelyikébe tartozik:
- temetkező helyek;
- templomok;
- paloták;
- a szegények lakóépületei.

### Templomok

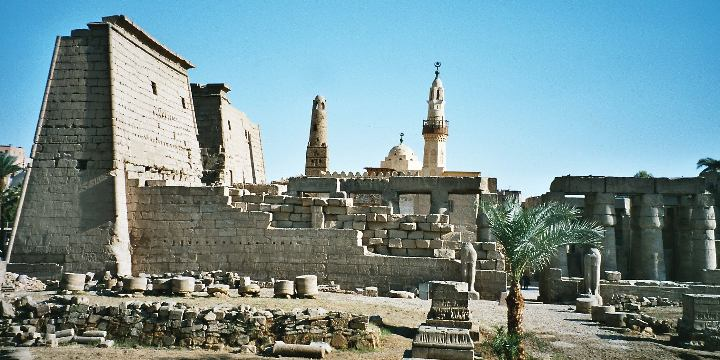
A luxori templomváros

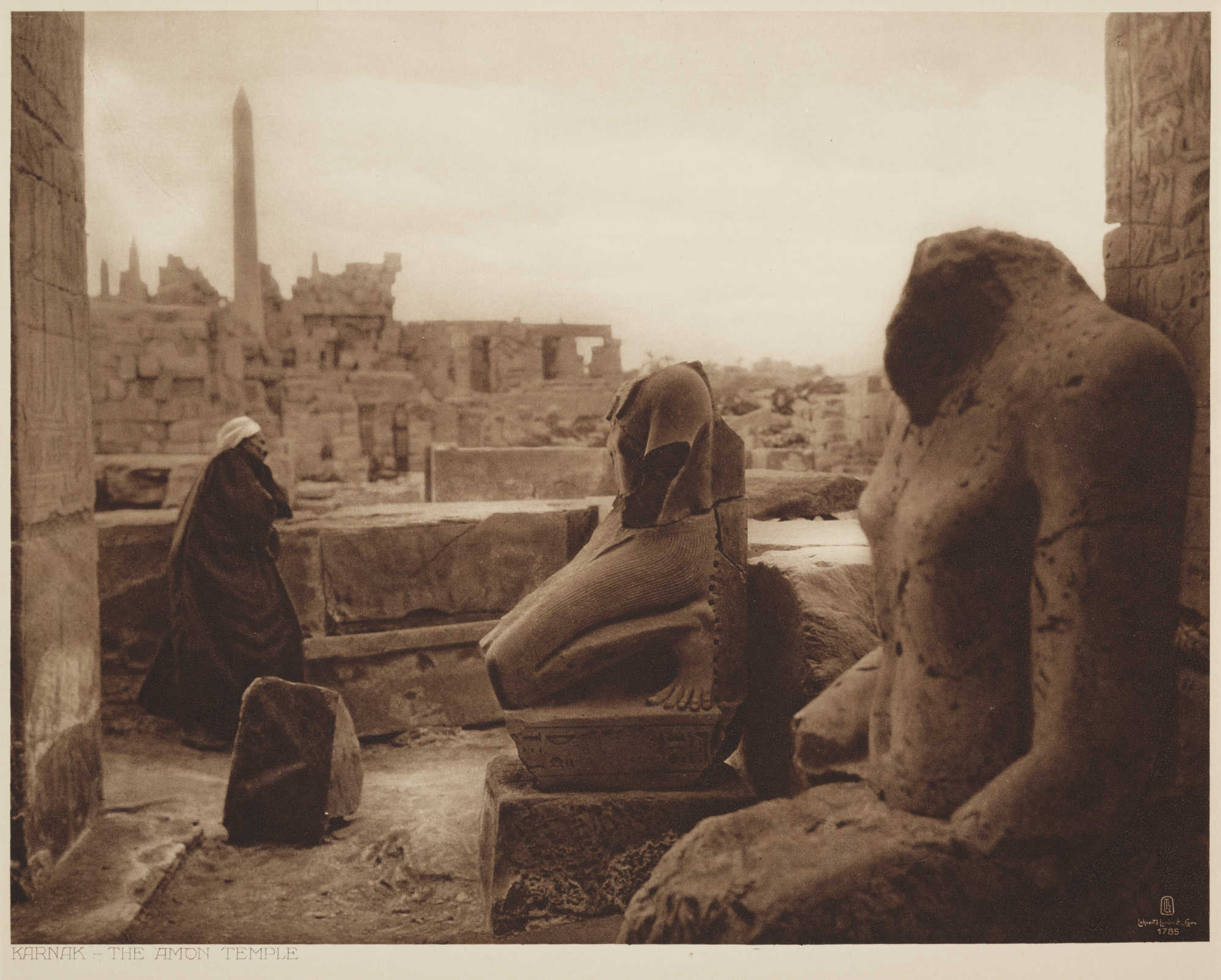
A karnaki Ámon-templom

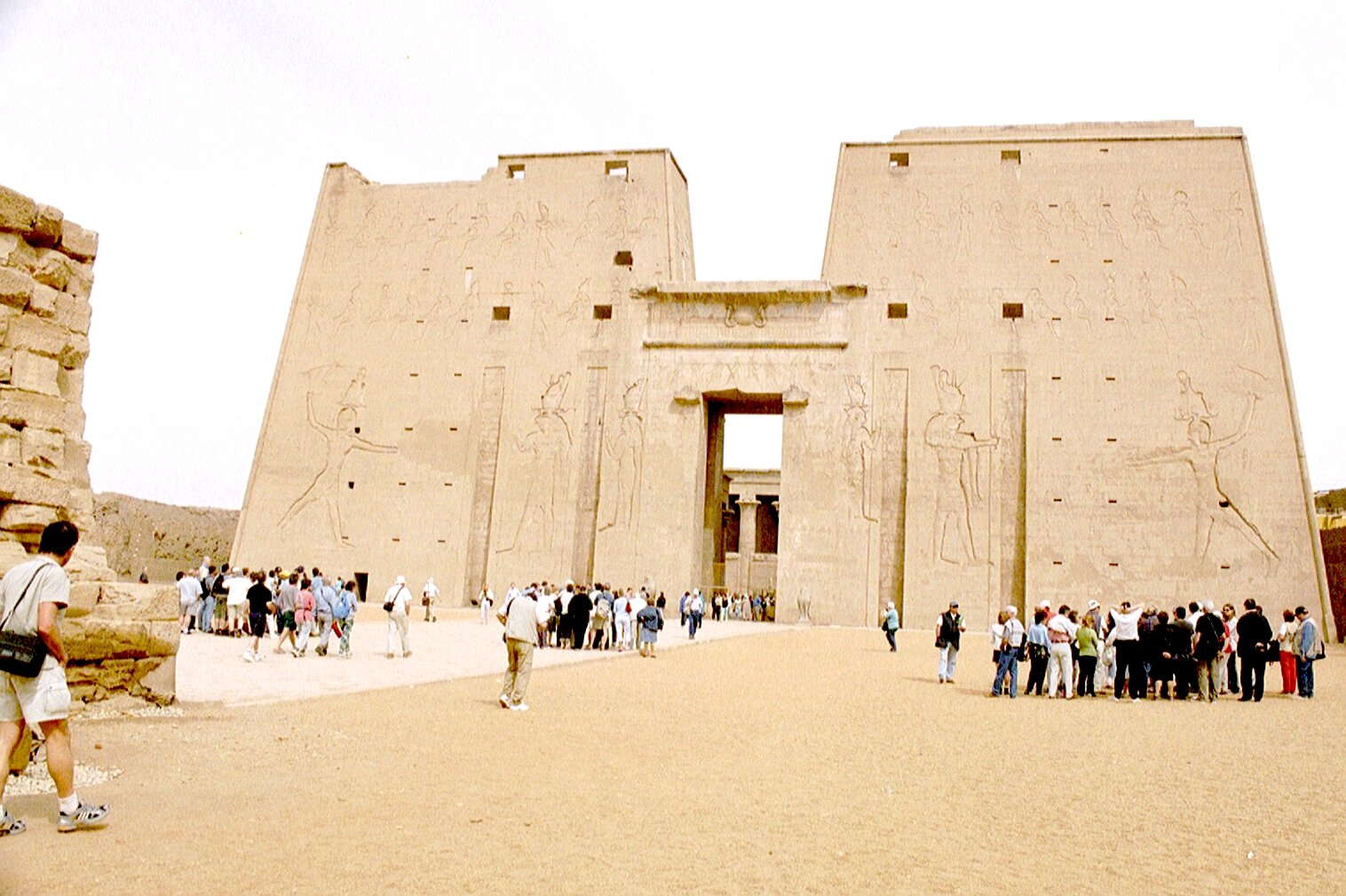
Az edfui templom pülónja

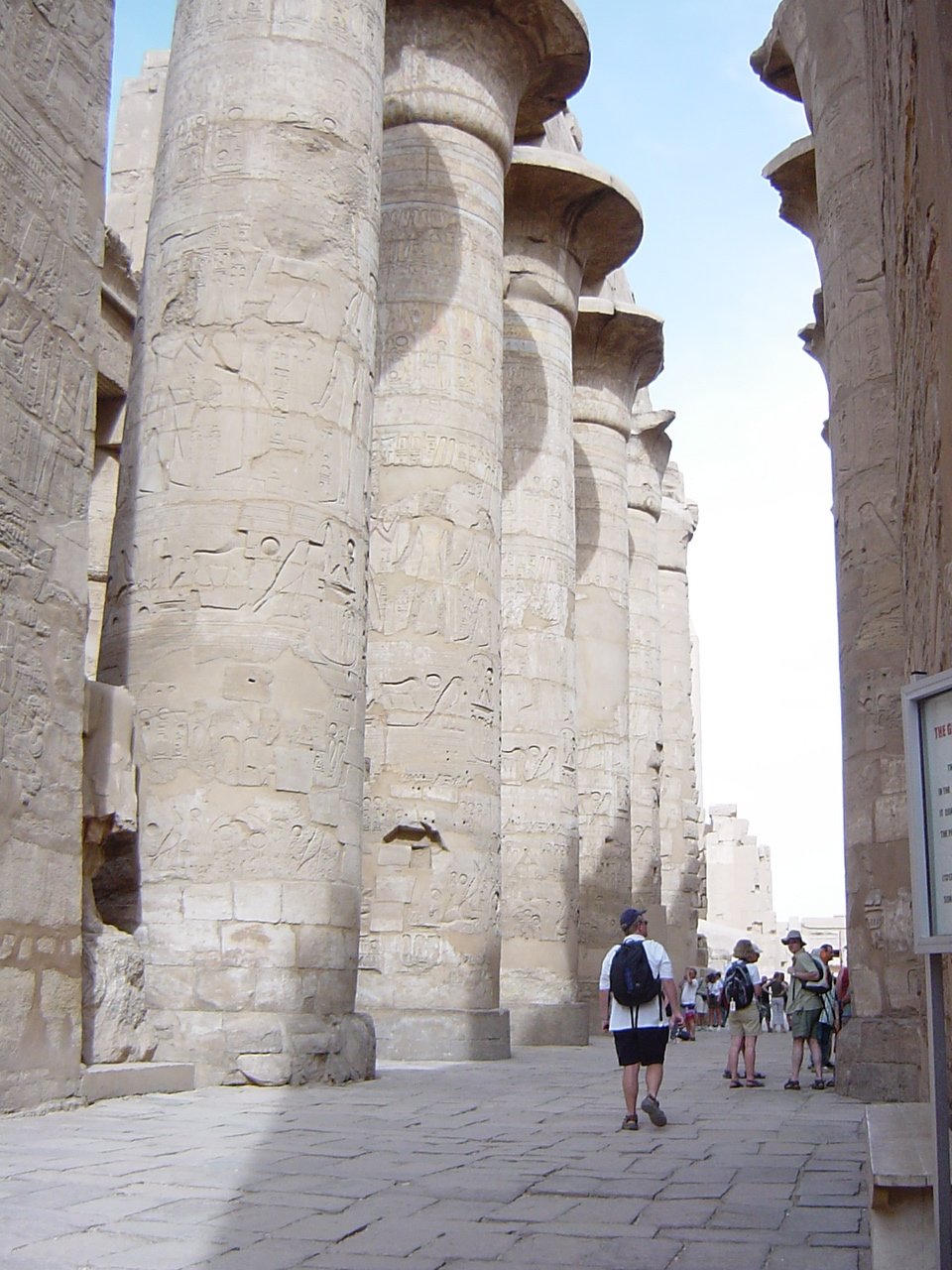
A karnaki templom nagy hüposztil csarnoka

A legkorábban a vallási épületeket emelték időtálló anyagból (gránit, márvány) az örökkévalóságnak (a halottaknak vagy istenek szolgálatára). A templomok tipizálódása már az Óbirodalomban elkezdődött, de csak évezredes fejlődés után, az Újbirodalomban véglegesült. A halotti templom jellemző elemei:
- a Nílus partján álló völgytemplom, ahonnan a tényleges templomhoz vezető út indul;
- a templomhoz vezető út a dromosz; ami mellett mindkét oldalt szobrok állnak;
- a templomegyüttest kerítő falon nyílik az első pülón (kapu);
- ezt egy nyitott templomudvar követi, az után
- a második pülón vezet
- a hüposztil csarnokba, ami után
- a második templomudvar következik.
- Ezután egyre kisebb udvarok és termek váltogatják egymást egészen a szentélyig. Fontosabb termek:
  - a bárka terme,
  - a kápolnák,
  - a kincstárak.

A kultuszszobor a szentélyben állt.
A stílus legjellemzőbb együttesei a Théba mellett épült, egymáshoz szervesen kapcsolódó karnaki és luxori templomkomplexum.
Emellett a fő típus mellett épültek barlang- és terasztemplomok is – utóbbiak közül a legnagyobb Hatsepszut halotti temploma Dejr el-Bahariban.

### Temetkező helyek

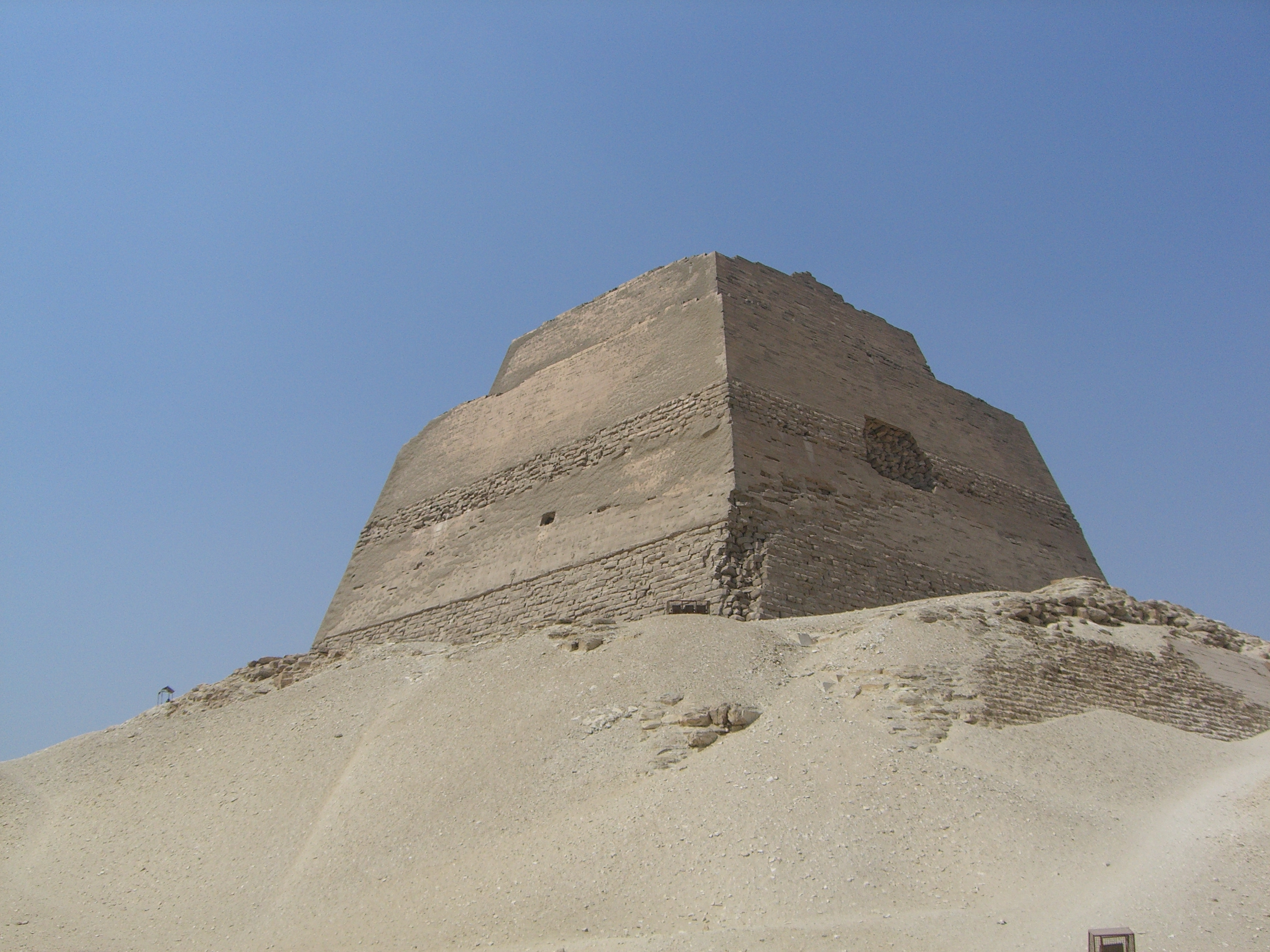
Huni mejdúmi piramisa

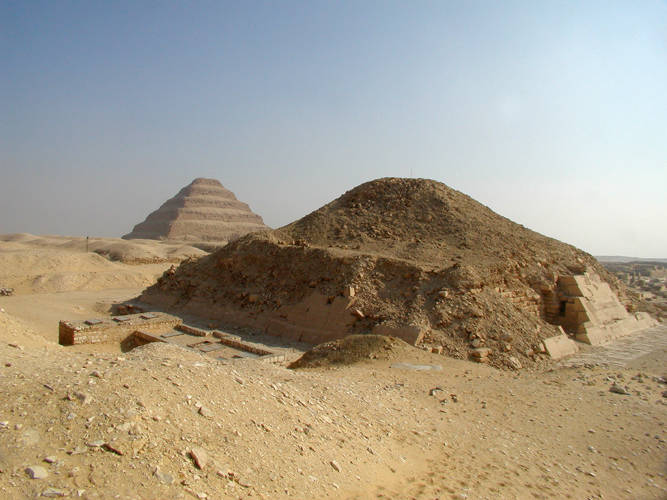
Unisz piramisa Szakkarában, háttérben a Dzsószer-piramis. Az egykori, Haemuaszet herceg által renováltatott burkolatból csak a déli oldalon maradt meg egy kevés.

A halottkultusz jelentős helyet foglalt el az egyiptomi hitvilágban, amelynek lényege (a zsidó–keresztény koncepcióhoz hasonlóan), hogy földi életünk csupán előjátéka az örök túlvilági életnek, amelyről azonban úgy gondolták, hogy a földihez hasonló körülmények között és módom folytatódik. Ezért jól teszi, ha magával viszi a túlvilágra a fontosnak ítélt tárgyait, illetve azok szimbólumait, és lehetőleg minél épebben őrzi meg testét is. A test ugyanis az egyik legfontosabb volt az embert meghatározó kilenc alkotórész:
- a szellemi személyiség (ka),
- a lélek,
- az árnyék,
- a szellem
- a szív,
- a szellemi erő,
- a szellemi alkat és
- a név

mellett.
Az egyszerű embereket földbe vájt sírba temették, az uralkodókat és előkelőket viszont kőépítményekbe (masztaba, piramis).
Ezért az egyiptomi építészet hosszú időszakaiból jóformán csak a királysírok maradtak ránk.
Az első dinasztiák idején volt szokásban a kettős temetkezés: a fáraó egyik sírja Szakkarában volt, a másik pedig Alsó-Egyiptomban, az akkori főváros Thinisz közelében épült Abüdoszban. A masztabába temetkezést Dzsószer fáraó idején váltották fel (részben) a piramisok; az átmenetet éppen Dzsószer lépcsős piramisa jelzi.
Az első átmeneti korra jellemzőek a szaffsírok.
Az újbirodalomban jött szokásba a sziklasírba temetkezés.
A monumentális sírok körül sírváros (nekropolisz) alakult ki. Általánosságban elmondható, hogy a felső-egyiptomi uralkodók hagyományos temetkező helyei a sziklasírok voltak, míg a piramisok inkább az alsó-egyiptomi dinasztiák fáraóira jellemzők. A piramisépítés technológiája az Óbirodalomtól a Középbirodalom végéig sokat fejlődött. Az óbirodalmi piramisok anyaga jellemzően kő, a középbirodalmiaké vályog. A piramisok szimbólumrendszerében a gúla oldalai a világot jelképezték az annak csúcsán a napbárkában uralkodó Rével. A halottnak is ide kellett eljutnia, hogy itt találkozzon Rével, és a bárkából szemlélhesse a Földet, amit beragyognak a Nap sugarai (MűvKezd, 49. old.).
Általánosságban elmondható, hogy az óbirodalmi piramisokban a központi részek (a piramismag) és a külső burkolat anyaga erősen különbözött:
- A magot többnyire helyben található, könnyebben megmunkálható kövek (főleg agyagos mészkő) durván faragott tömbjeiből rakták össze, és ezek közé gyakran még kisebb teherbírású kőtörmelékes agyagot rétegeztek. Az egyes rétegek nem vízszintesek voltak, hanem befelé dőltek, így egymásnak támaszkodva hidalták át a közöttük kialakított üregeket (folyosókat, kamrákat).
- A burkolatot lényegesen keményebb, tartósabb és éppen ezért nehezebben megmunkálható kőzetből (többnyire gránitból) rakták az elkészült gúlára. Ez a gyakorlat több piramisra is végzetes volt, mert a burkolat jól megmunkált (többnyire polírozott) köveit a későbbi korokban elbontották, illetve lelopkodták, hogy más épületekhez használják fel, a meghagyott piramismag pedig elmállott – így az egykori gúlák ma leginkább nagy földkupacokra emlékeztetnek.

A piramis optimálisnak emelkedési szögének kb. 43°-ot tekintettek, miután az első gúla alakú piramisról, Huni több mint 57°-os emelkedéssel épített mejdúmi piramisáról leszánkázott a burkolat.
A Középbirodalom piramisait a korábbiaktól eltérően, a stabilitást merevítő bordákkal fokozva építették: a piramis alapjának négy sarkát szilárd anyagból épített falakkal kötötték össze, az egyes negyedeket újabb falakkal tovább osztották, és az így kialakított közöket töltötték ki a kevésbé stabil anyagokkal.

### Lakóhelyek
A vályogból épült lakóházak és paloták többnyire elpusztultak, de a masztabákban fennmaradt festményekből és reliefekből képet alkothatunk felépítésükről. Vázukat fagerendákból állították össze, a nádfalakat élénk, meleg színű fonatokkal díszítették (Művkezd 59. old.).

## Tér- és tömegalakítás

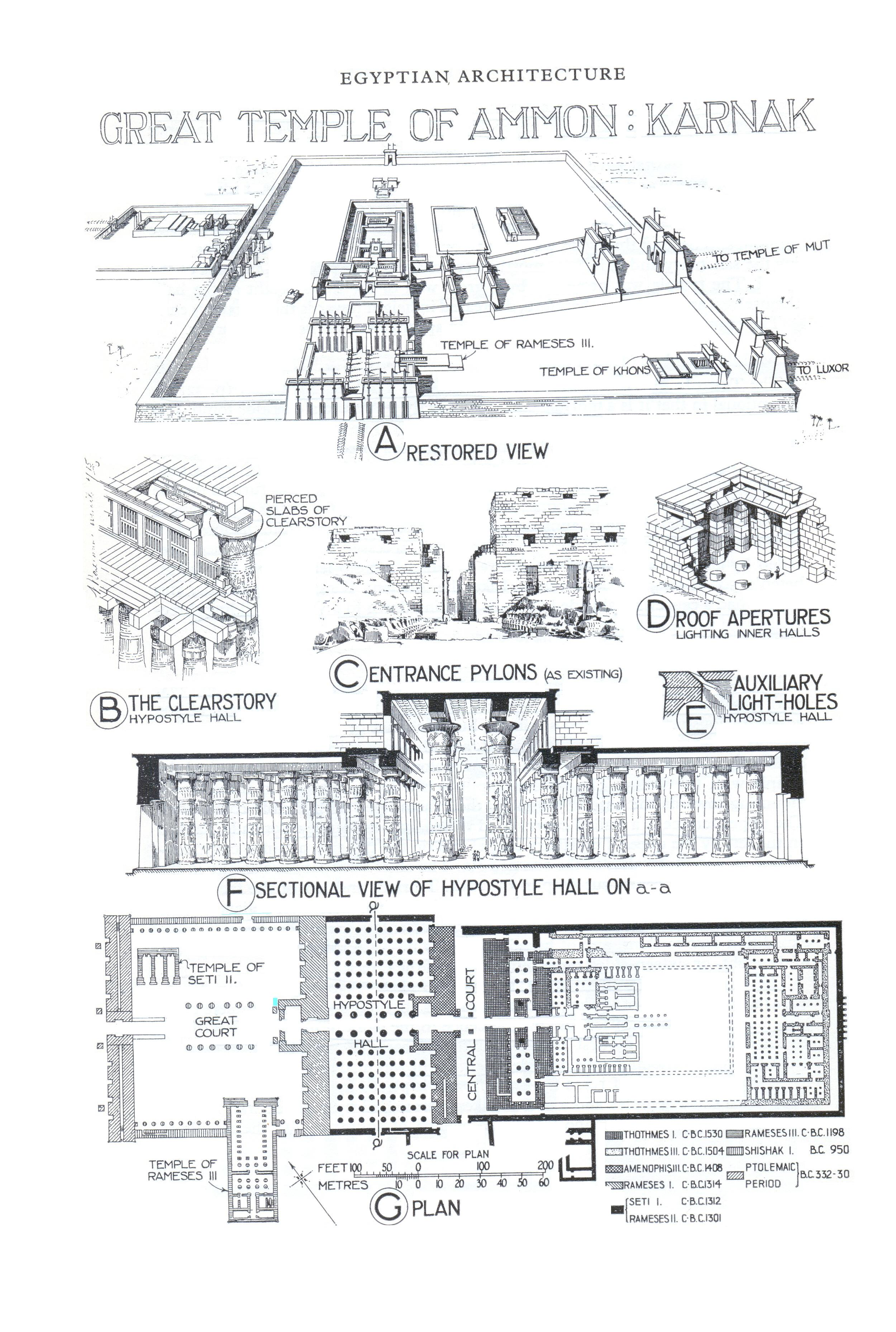

Az építészet fő célja mindvégig a monumentalitás maradt: annak hangsúlyozása, hogy a halandó és esendő ember eltörpül az istenek mellett. Ezért a tér mindvégig alárendelt szerepet játszott a tömeg mellett, a tömeghatás volt az elsődleges. Ez részben a szemléletmódból, részben az alkalmazott támaszgerendás szerkezetből vezethető le. A kőépítészetben ugyanis az oszlopok (vagy pillérek) között áthidalható fesztávot az áthidaló gerenda teherbírása határozza meg, amin túl a gerenda önsúlya alatt beroppanna. Ezt tapasztalati úton határozták meg, de a teherbírást jelentősen túlméretezték. Ennek egyik következményeként az oszlopok a szükségesnél sűrűbben állnak, másik következményeként a síktető kőgerendái is jóval sűrűbbek a szükségesnél; a közeiket fedő kőlapok szerepe alárendelt (Hajnóczi, 1967). A sűrűn álló oszlopok miatt a belső terek folyosószerűek; ezt a jelleget hangsúlyozza, hogy a fedő gerendákat általában a közlekedés irányával párhuzamosan fektették fel.
A tömegformákat többnyire síkok határolják (piramis, masztaba, pülón, obeliszk). A templom belső tere is a lehető legegyszerűbb hasábokból áll össze. A felületeket csak a legritkább esetekben törik meg nyílások (piramis szellőzőnyílása, ajtó, ablak). Az épületek közé állított szobrok az arányosítást szolgálták: velük összemérve látszott igazán az épületek valódi nagysága.
Az oszlopokat úgy rendezték sorokba, hogy a csarnokon csak hosszában lehessen átlátni; átlósan ne.
A térrendezés alapvető elve, hogy a tereket – főképp a templombelsőket – egyetlen hosszanti tengely mentén kapcsolja össze; ezt az úgynevezett axiális szervezés. A csarnokokat és a köztük kialakított templomkerteket egyetlen hossztengelyre fűzték fel, így a félhomályos csarnokok napsütötte nyílt terekkel váltakoztak. Egyiptomi találmány az oszlopsorral körülvett udvar, amely később perisztilium néven a görög építészetben vált az együttesek fontos elemévé. A Középbirodalom idején, Dejr el-Bahariban jelent meg a fal monotonitását feloldó külső oszlopsor, amely a görög építészetben a peripterosz nevet kapta.
A fedett oszlopcsarnok világítását úgy oldották meg, hogy a középső két oszlopsort (középső hajót) a többinél magasabbra építették, és az alacsonyabb hajók fölött bevilágító nyílásokat hagytak. Ez az ún. hipetrális csarnok lett a későbbi bazilikális elrendezés előképe. Ugyancsak a tér bevilágítására szolgáltak a mennyezetbe fúrt nyílások (Hajnóczi 87–88. old.)
A paloták belső terei egyáltalán nem voltak ilyen változatosak: bennük zárt, cellaszerű helyiségek sorakoztak egymás után.

### Szerkezetek, alapelemek
A támasztó, teherhordó szerkezetek közül nagyjából azonos jelentőséget kaptak a falak és az önálló támaszelemek (oszlopok, pillérek). Utóbbiak főleg a falakkal körülzárt terek belsejére jellemzőek, de ritkásan tornácokat is kialakítottak velük.

#### Alapozás
Az épületeket eleinte nem alapozták, hanem közvetlenül a sziklafelszínre vagy az elegyengetett talajra építették. Később ha laza üledékekre építkeztek, hatalmas alapfalakat építettek, érdekes módon ellenboltozathoz hasonló, homorú fundamentummal. Ilyen módszerrel készítették a kőből épült hajóutánzatok törzsét is (Hajnóczi, 86. old.).

#### Padló
A padlót általában kőlappal, néha fémlemezzel burkolták. Nyílászáró szerkezetek közül csak a hüposztil felső oldalvilágítását adó kőrácsokat ismerjük. További fényről esetenként a mennyezetbe fúrt lyukakkal gondoskodtak; a falakba valódi ablakokat csak a legritkább esetekben vágtak.

#### Falak

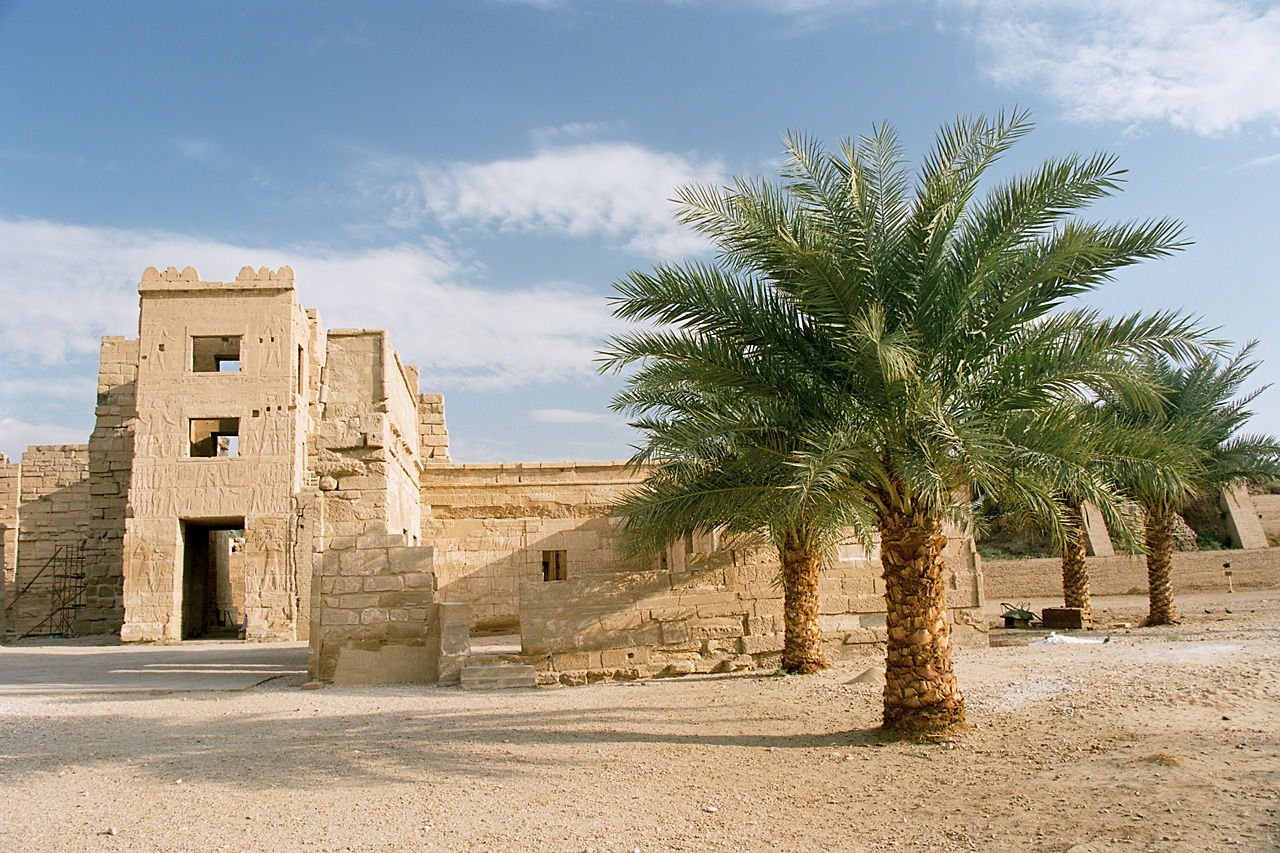
Ablakok Medinet Habu nyugati falán

Az archaikus korból ismert téglaépületek kötése, falsávos és csipkézett falpillér-rendszere az elő-ázsiaival rokon; valószínűleg közvetlenül Mezopotámiából vették át (Hajnóczi, 86. old.). Az ablakkal áttört felületek rendhagyóan ritkák voltak és mindig valamilyen külső hatásra utalnak (pl. III. Ramszesz halotti temploma).
A kőfalaknak két típusát különböztetik meg:
- a vékonyabbakat eltérő vastagságú kvádersorokból rakták gyakran ferde fugákkal;
- a vastagabb falaknak csak a két külső, látható felületét rakták jól megmunkált kövekből, a falmagot kevésbé igényesen képezték ki. A falak masszívak, lefelé szélesednek – feltehető, hogy ez a hagyomány a korábbi, kevésbé teherhordó anyagokból emelt építmények (agyagból csömöszölt gátak) mintáját követi. valószínűleg ezt a hagyományt követték az óbirodalmi piramisok belső falmagjának kialakításával is (Hajnóczy, 86. old.).

#### Kapuk, ajtók, ablakok
A kapuk és ablakok egyszerű négyszögletesek: álló téglalap alakúak, tetejükön szemöldökgerendával és rendszerint koronapárkánnyal. Fokozatosan egyre nagyobb gonddal munkálták meg őket; bélleteiket gyakran reliefekkel díszítették. Egy egy keretben gyakran két-három, az épület belseje felé egyre szűkebb bélletet alakítottak ki a távlati perspektivikus hatás (ajtósor látszata) érdekében. Az ajtók fölé gyakran bevilágító nyílásokat vágtak (Hajnóczy, 88–89. old.).
Az egyiptomi építészet sajátos formaelemei az álajtók.
Kapu- vagy ablakszárny nem maradt fenn. Föltehető, hogy ilyeneket fatáblákból készítettek. Az egyszerű lakóházak szerkezetére főleg a monumentális kőépületekből következtethetünk – eszerint tetőszerkezetük fagerendás volt, nádazott és tapasztott agyag síkfödémmel. A nyílásokat föltekerhető gyékényszőnyeggel zárták.

#### Párkányok
Az archaikus kor után a felületek (ide értve a homlokzatokat is) tagolása jóformán a koronapárkányra korlátozódik (Hajnóczi, 165. old.).
A párkányoknak nem volt szerkezeti funkciója; kizárólag dekoratív célokat szolgáltak. Eleinte a falak felső lezárását jelezték, később, a klasszikus oszloprend előképeként az oszlopos-keresztgerendás szerkezet architrávja fölött is megjelentek. Az oszlopokhoz hasonlóan többnyire növényt formázva alakították ki őket; leginkább az egyszerű házak sáslevélsorból álló koronáját utánozták. Föléjük időnként díszítőfrízt vontak; ebben jellemzően állatfigurák – majmok, ureuszkígyók stb. – követték egymást. Ezeket a motívumokat idővel az oszlopsor architrávján is alkalmazni kezdték (Hajnóczy, 88. old.).
Az óegyiptomi párkány elemei:
- lemez,
- homorulat,
- pálca.

Ugyanezt a párkánytípust használták az épületek lábazatán és ez zárta le a kapuk tetejét is. A párkány vastagsága nem igazodott a koronázott felület méretéhez: a hatalmas pülónok koronapárkányai keskenyebbek voltak, mint a kapukéi. A párkányokat egyfajta „optikai korrekció” gyanánt gyakran íves vonalúra faragták, hogy ne látsszanak homorúnak (Hajnóczi, 84. old.).

#### Födémek
A támaszgerendás téráthidalás mellett kisebb távolságok áthidalására előfordul az álboltozat is. A tető nem mindig volt sík: az ősi, fagerendás szerkezeteket utánzó tört vonalú (szegmens), sőt, íves lefedések is előfordultak, a piramisokban azonban többnyire azt az egyszerű módszert alkalmazták, hogy a kőtömböket ferdén egymásnak döntötték, és közöttük ék alakú üregeket hoztak létre. Ritkábban megesett, hogy a vízszintesen felrakott kőgerendák alját ívesen kivájták, és ezzel a dongaboltozathoz hasonló mennyezetet kaptak. A Közel-Keleten megismerték a valódi boltozatokat is; ilyeneket azonban csak téglából építették (és csak sírok, csatornák, raktárak lefedésére használták). A boltozatok félkörösek, elliptikusak vagy szegmens ívűek lehettek; ismerték a ferdén megdöntött övekkel falazás módszerét.
Az áthidaló (az axiális elrendezés irányára merőleges) gerendák közeit többnyire nem kőlemezekkel, hanem újabb (és vékonyabb), immár hosszirányú gerendákkal fedték le. Az így kialakított síkfödém szigetelését a száraz éghajlaton nem tartották szükségesnek. Mivel mind a födémgerendák, mind a tartószerkezetek teherbírását jelentősen túlméretezték, a tetőterasszá kiképzett síkfödémen nem ritkán még kisebb építményeket (pavilonokat, kápolnákat) is elhelyeztek (Hajnóczi, 87–88. old.).

#### Oszlopok, pillérek
Az oszlopok és pillérek monolitok. A pillérek mindvégig mértanias alakzatúak voltak. Ezek a teljes egyiptomi építészetben együtt, illetve párhuzamosan szerepeltek; korszakjelző szerepük nincs (Hajnóczi, 1967). A pillérek keresztmetszete eleinte csak négyzet lehetett; a nyolc-, illetve tizenhatszög keresztmetszetű, ún. protodór oszlopok a középbirodalomban tűntek fel.
Egyiptomi találmány az oszlopok függőleges vájatokkal (kanellurákkal) tagolása. Ezidőtájt építették az első sudaras oszlopokat. A barázdálás karcsúbbá teszi az oszlopot, a sudaras jelleg (entázis) pedig a hengeres oszloptörzs merevségét enyhíti. Hasonló okokból tagolhatták az oszlopokat három részre (láb, törzs, fej), amit jól jelez, hogy az oszlopfőnek ekkor még nem volt szerkezeti funkciója, az csak a görögöknél alakult ki. Az egyiptomi építészet javarészt mértani formákat használt, de egyes alapelemei természeti formákat utánoznak (mint például az ajtók fölötti, kőből faragott gyékénytakarók). Különleges, egyedi megoldások III. Thotmesz karnaki templomának lefelé keskenyedő oszlopai – egyes értelmezések (Hajnóczi, 1967) szerint ezek a sátorkarókat szimbolizálják.
Az oszlop vagy pillér törzse az entázis megjelenése előtt a magassággal arányosan vékonyodott, más támasztó eszközöket jóformán nem alkalmaztak.
Az oszlop- és pillérfők motívumait a növényvilágból merítették. Az ennek alapján megkülönböztethető oszloptípusok:
- papiruszfejezetes,
- pálmafejezetes,
- lótuszfejezetes.

A növénymotívumok stabilitása jelentős mértékben annak tudható be, hogy az oszlopoknak komoly szimbolikus funkciója is volt: a fatörzseket utánozták. Éppen ezért gyakorta (főleg kültéren, az utak mellé) minden teherhordó funkció nélküli, szabadon álló oszlopokat is elhelyeztek. Az oszlopokat lábazat nélkül vagy egészen alacsony, jelentéktelen lábazattal állították fel (MűvKezd, 58. old.).
Az egyetlen alakos fejezettípus a (Hathor-fejezet) – az istennő feje vagy az oszlopfő minden oldalán megjelenik, vagy csak két átellenesen. A fej fölött gyakran pilonszerű kis építmény mását faragták ki – ez az ún. sistrum-oszlopfő a Hathor kultuszában használt hangszer formáját utánozza. Az alakos és geometrikus formáknak ezt a keveredését tekintik az első kompozit oszlopfőknek. Más kompozit fejezeteket különböző növényi formákat elegyítve állítottak össze (hajnóczi, 87. old.).
Az oszlopok lábazata többnyire korong alakú. A lábazat idővel elkorcsosult, illetve teljesen el is tűnt.
A nagyobb oszlopokat a falazathoz hasonlóan dobokból vagy körcikk alakúra faragott tömbökből rakták fel. A födémet tartó, áthidaló kőgerendák keresztmetszete négyszögletes volt (Hajnóczi, 85–87. old.).
A kis áthidaló képességű kőgerendák miatt az oszlopsorok sűrűn, egy-egy teremben akár nyolc–tíz sorban is álltak. A síkfödémet semmilyen további szerkezettel nem fedték le (a száraz éghajlaton erre nem volt szükség), de teherbírásának túlméretezése miatt esetenként kisebb önálló építményeket (főleg pavilonokat, illetve kápolnákat) építettek rá.
Oszlopokat az épületekhez vezető utak mentén is állítottak hosszú sorokban. Ezeknek semmilyen szerkezeti, teherhordó szerepük nem volt, csak a monumentalitást fokozták.

#### Rámpák, lépcsők
Az épületek szintjeit rámpákkal kötötték össze; ugyancsak rámpákat használtak magához az építkezéshez. Az épületekben a belső lépcső csak nagyon későn, görög hatásra jelent meg.

### Alaktan
A tetőszerkezet terhét nagyjából egyenlő arányban viselték a falak és az önálló támaszok (Gerő, 1964).
A gerendázat két részből állt: a hevedergerenda fölött homorú ívű, egyszerűen tagolt, de mély árnyékhatású koronázó résszel. Mivel a fa állandó hiánycikk volt, nemcsak a támaszokat, de a gerendázatot is kőből faragták ki.
A kapukat és ajtókat nagy gonddal alakították ki. A kapu fölötti falat szemöldökgerenda tartotta, és azt általában párkánnyal (szemöldökpárkánnyal) koronázták. Az ajtóbélleteket reliefek díszítették. Az ajtó eleinte nem volt több, mint egyszerű nyílás a szemöldökgerenda fölött kialakított bevilágítóval. Az ajtót egyszerű, felgöngyölhető gyékényszőnyeg takarta, vagy fatábla jellegű ajtószárnyak forogtak a félfák mellett kiképzett perselyekben – ezek kőbe faragott másai a szakkara is sírkertben tekinthetők meg. További következtetésekre adnak lehetőséget a sírokban azok a látszatajtó jellegű sztélék, amelyek elé az áldozati ételeket tették. Ezek eleinte a paloták homlokzatain nyíló, a faépítkezés hagyományait átörökítő ajtókat utánozták, később a pavilonszerű, oszlopos építményekéit. Nem ritkán három vagy több, egyre kisebb ajtókeretet faragtak a falba, azt a perspektivikus látszatot keltve, mintha egymás mögött sorakozó ajtókon vagy folyosó mélyébe tekintene át az ember.
A homlokzatok tagolatlanok. A falak lefelé szélesednek, a párkányok egyszerűek. A nyílásokat keretező tagozat általában félpálca vagy háromnegyed pálca.

## Önálló építmények
Az épületegyüttesek szerves részeiként legkésőbb a korai dinasztiák korában már többféle önálló, de nem épület-, hanem díszítő, illetve fontos kultikus jelentést hordozó építményt is rendszeresítettek. Ezek használata az egyiptomi építészetben mindvégig megmaradt.
Az obeliszkek és a sztélék ősei olyan, függőlegesen felállított kövek voltak, amelyek felületén időtállóan kimunkált hieroglifákat, illetve vésett domborművek hordozták az átadni kívánt információkat (Hollingsworth, p. 39.). Az obeliszkek őseit egy másik, jellemzően gúla vagy kúp alakú kővel „koronázták meg”, a sztélék őseit valamelyik épület falához támasztották (jellemzően a bejárat két oldalán).

### Obeliszkek

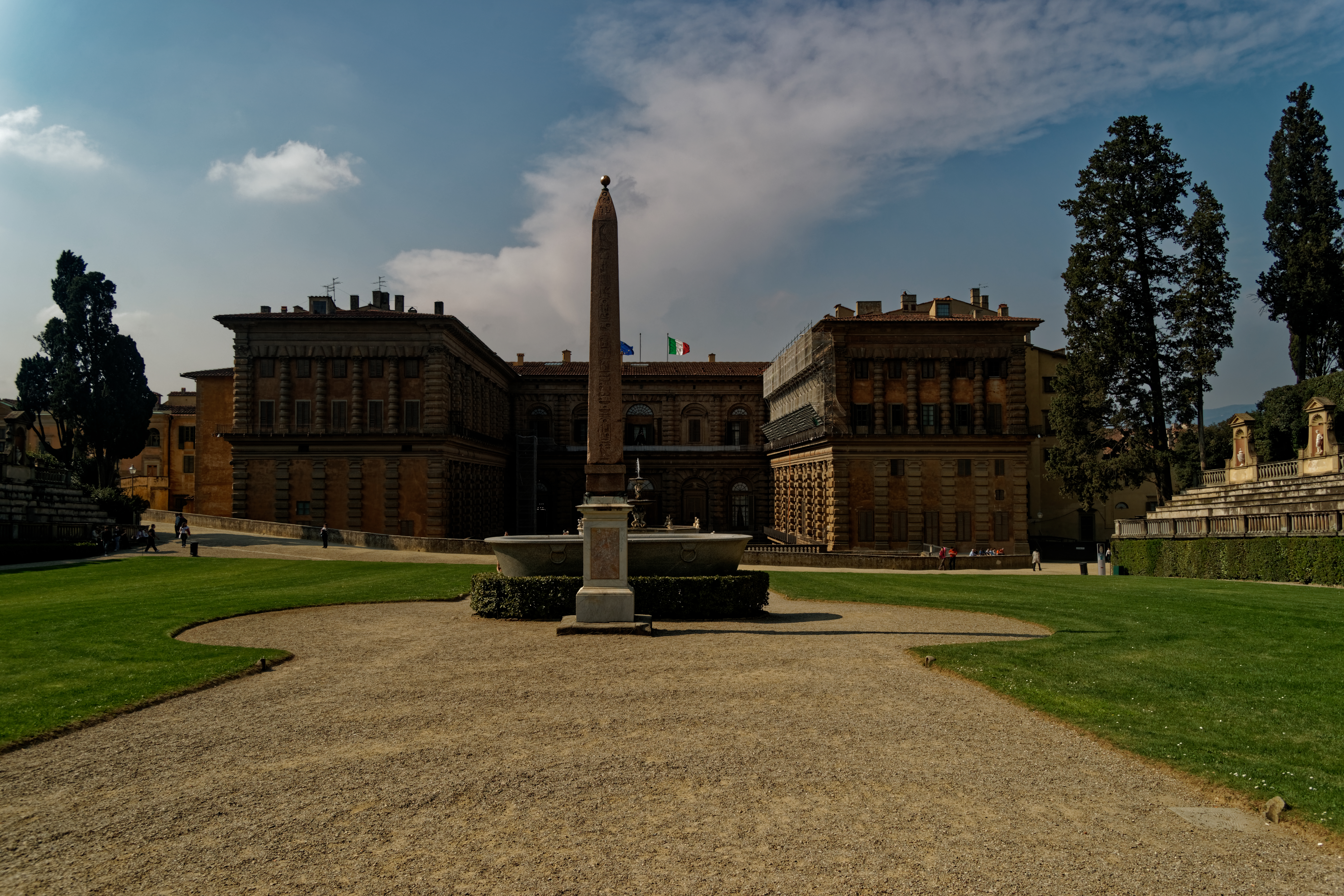
Egyiptomi obeliszk – Firenze, Giardino di Boboli

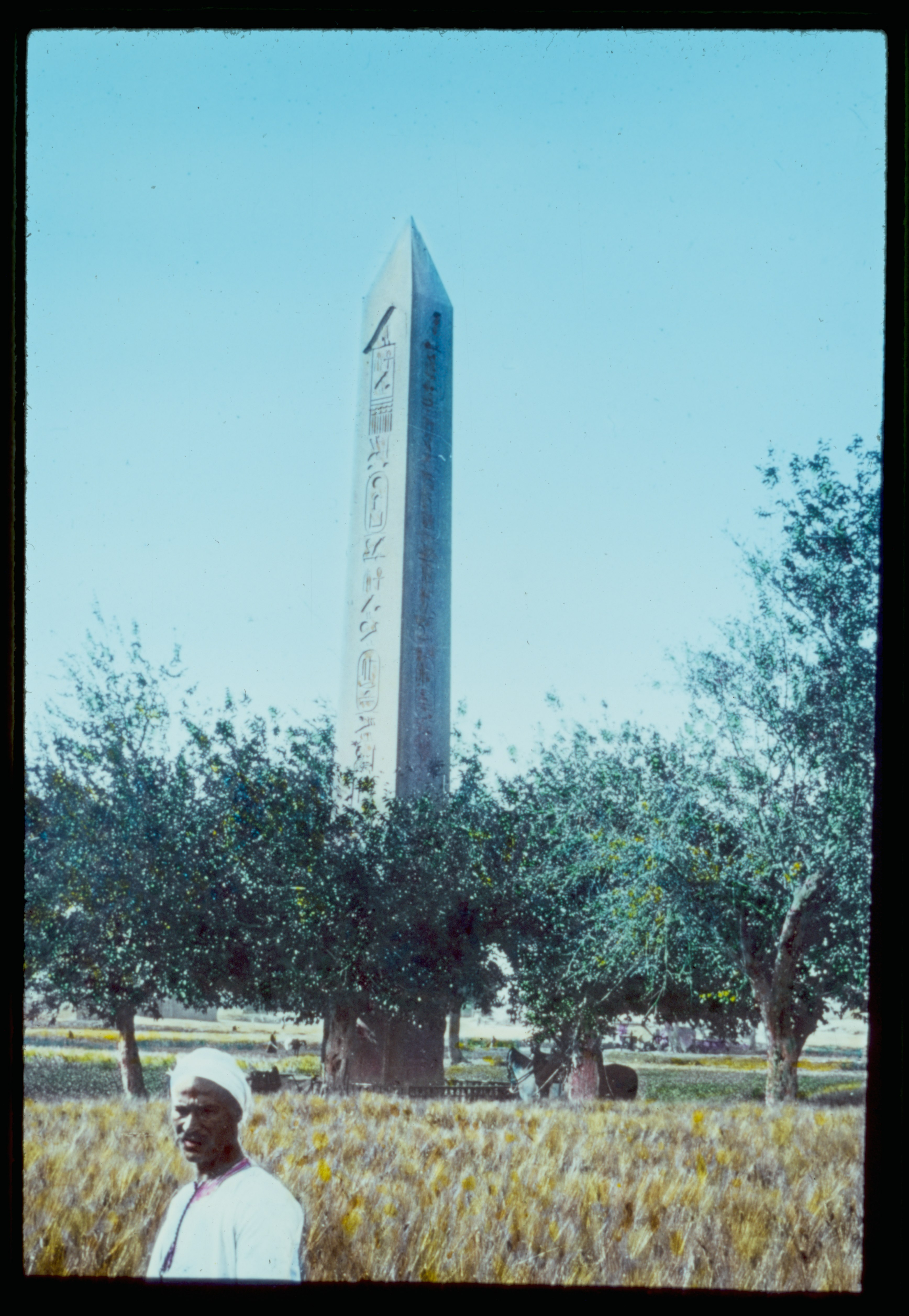
A heliopoliszi obeliszk (Kairó)

A legnagyobb ismert obeliszk 41,75 méter magas, és befejezetlenül maradt az asszuáni kőfejtőben.
A birodalom korai történetében jelentésük főleg kultikus volt, később egyre inkább emlékkövekké váltak. Az Újbirodalomban kötelezően párosával állították őket; jellemzően a templomok bejárata előtt (kétoldalt). Ezeket az adott templomban tisztelt istenségnek ajánlották. A nagy obeliszkeket hagyományosan a fáraók hatalmi jelképeinek tekintették – éppen ezért az Egyiptomot meghódító Assur-bán-apli a hódítás jelképeként hazaszállított egy ilyen obeliszket Thébából. Hasonló megfontolásokból a római hódítók is többet elvittek.

#### Elkészítésük
A kőfejtőben a leendő obeliszket három oldalról körbefaragták, majd díszítették, feliratozták az így kialakított felületeket. Ezután leválasztották a munkadarabot a kőfalról, és még a helyszínen, szállítás előtt megmunkálták annak negyedik oldalát is. A kőoszlopokat jellemzően hajóval szállították a Níluson.

### Sztélék
A sztéléket a korai dinasztiák korától jellemzően a síremlékek bejáratának (álbejáratának) két oldalán állították fel. Ezeken is feliratok, illetve domborművek örökítették meg az elhunyt alakját és fontosabb tetteit. Előttük a rokonok áldozatokat mutathattak be. (MűvLex).

### Szfinxek
Az egyiptomi épületegyüttesek jellegzetes, egyedi részei a szfinxek. Ezeket kisebbrészt az épületek bejárata előtt kétoldalt helyezték el, jellemzően azonban az épületegyütteshez vezető, illetve az együtteseket összekötő utak mentén, arccal az út felé fordítva.

## Épületszobrászat és -festészet

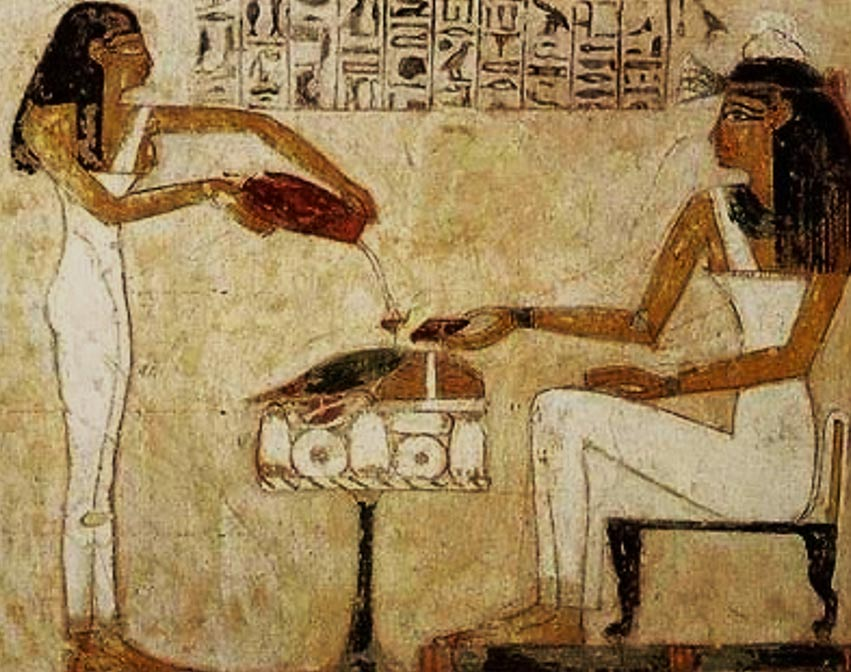

A képzőművészet szorosan kapcsolódott az építészethez. Az alkotásoknak főleg a falfelületek, pillérek, oszlopok adtak helyet. Ezért az emlékek sírokban, templomokban maradtak fenn. Az első képzőművészeti alkotások (festett képek) is a síremlékekben tűntek fel.

### Síkművészet
Az Óbirodalomtól a csarnokok falait és az oszlopokat is festett képekkel, vésetekkel, illetve domborművekkel díszítették. Elvétve előfordult, hogy az oszloptörzseken a képmezőket úgy helyezték el, hogy azok fokozatosan, oszlopról oszlopra a szemlélő irányára fordultak (Hajnóczi, 84. old.).
A domborműveknek két típusa alakult ki:
- a francia műszóval relief en creux-nek nevezett, amelyen csak az alakok körvonalait vésték be a kőbe és
- a francia műszóval relief en bas-nak nevezett, amelyen az alakok között az egész felületet lemélyítették – ez a lemélyítés azonban meglehetősen sekély volt (többnyire csak 2–3 cm).

A reliefeket és egyéb domborműveket mindig kifestették.
Fenti okok miatt a domborművek meglehetősen képszerűek; a festmény és a dombormű átmenete többé-kevésbé folyamatos (Hajnóczi, 82. old.).
Az alakokat a nagy felületek törvénye szerint ábrázolták:
- a fejet profilból,
- a vállat, törzset elölnézetben,
- a lábakat ismét profilból.

A perspektíva törvényeit nem alkalmazták.
A falfestményeken az ábrázolás árnyékolás nélküli és nem perspektivikus. A természetes arányokat nem vették figyelembe; az alakok mérete társadalmi helyzetüktől függ. Átmeneti színeket nem használtak; a felületek foltjai egyszínűek. Mindez sajátos ellentétben áll a halott mellé helyezett, hivatalnokokat és szolgákat ábrázoló faszobrocskák teljesen realisztikus ábrázolásmódjával. Az ülő alakokat térdre tett kézzel jelenítették meg. A férfiakat többnyire nagyobbnak ábrázolták, mint a nőket vagy a gyermekeket – a fáraó hitvesét azonban pont akkorának láttatták, mint magát a fáraót – ez a fáraó lányának a trón öröklésében játszott szerepét tükrözte. A festményeken a férfiak bőre rendszerint sötétebb, mint a nőké. Ez azt fejezte ki, hogy a férfi képes olyan jólétet biztosítani asszonyának, hogy ne annak ne kelljen kimennie a napra; minden munkáját fedél alatt végezhesse. (Hollingsworth, p. 40.).
Gyakran ábrázoltak történeteket; ezek jeleneteit sávokban rendezték el. A több jelenetben elbeszélt történeteket időrendben mutatták be. A festmények és a domborművek átmenete folyamatos: a festmények kontúrjait gyakran bevésték, a lapos domborműveket pedig kiszínezték. Hasonlóképpen összeszövődik a festészet és a hieroglif képírás: a festményeken rendszeresen írásjelek tűnnek fel. Az V. dinasztiától a festmények finom, biztos vonalvezetése, a színharmónia, a jelenetek életet sugárzó kompozíciója egyaránt képzett művészekre utal (MűvLex, 595–596. old.)

### Épületszobrászat

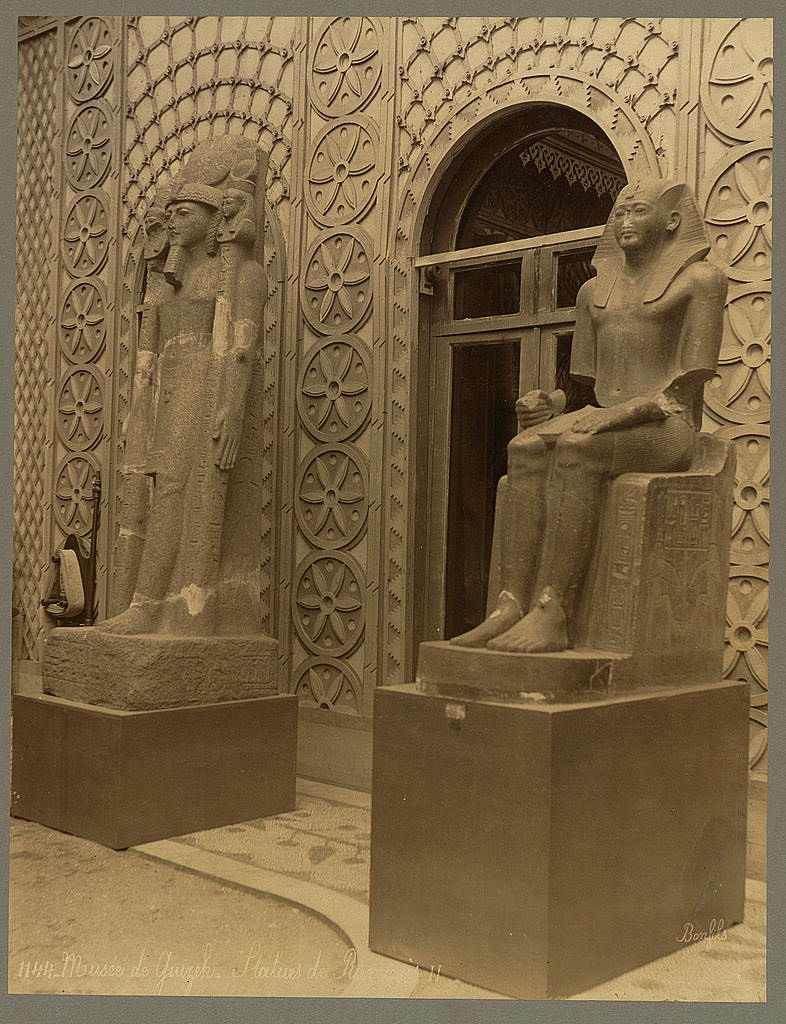
II. Ramszesz szobrai a gizehi múzeumban (1890)

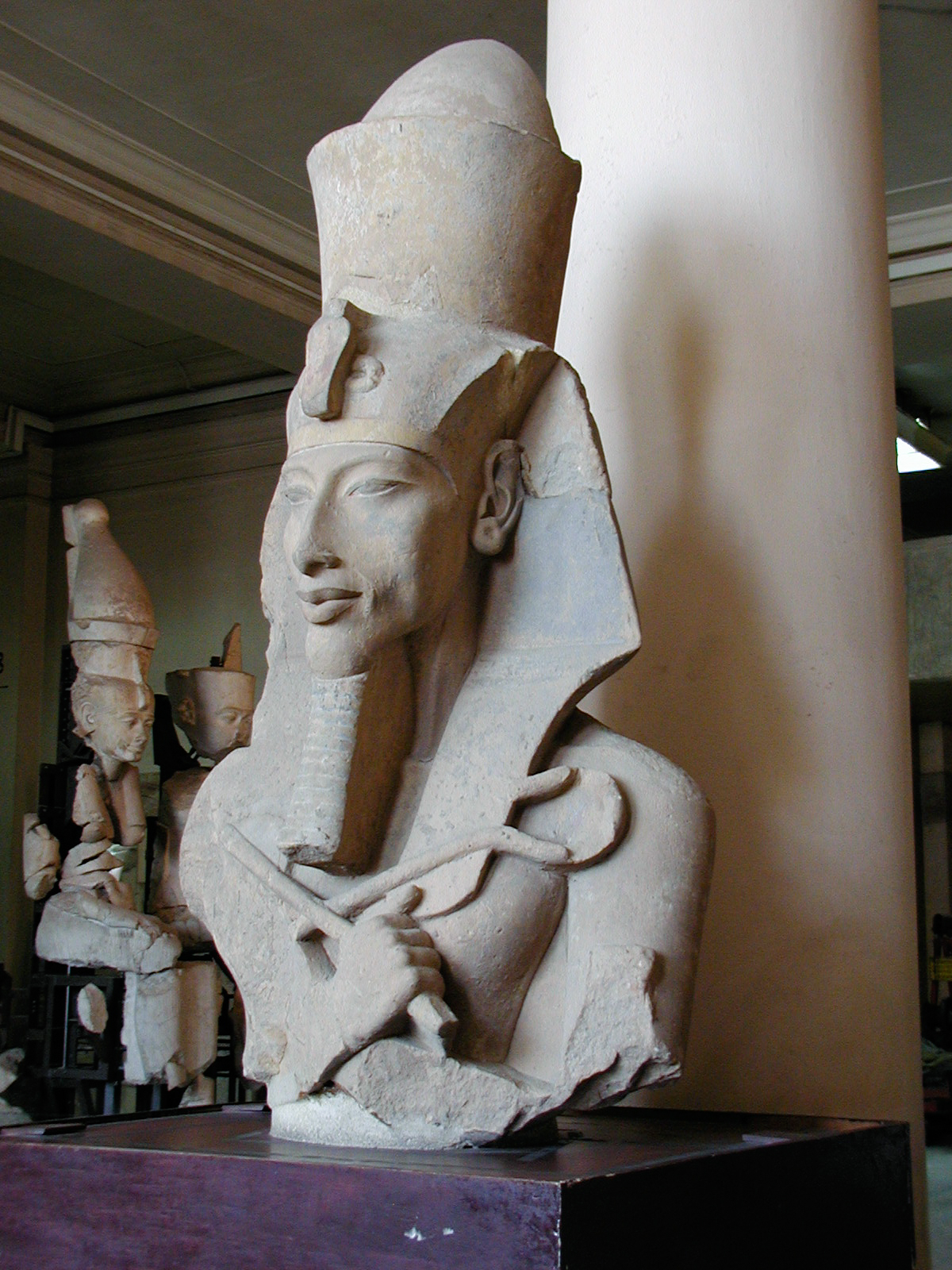
Ehnaton szobra a karnaki templomból (Kairó, Egyiptomi Múzeum)

Az épületegyüttesek hatását (monumentalitását) fokozzák a közöttük, illetve bennük elhelyezett hatalmas, nyugodt tartású, stilizáltan formázott szobrok, amelyek építészeti alkalmazása a görög művészetre is erőteljesen hatott. A frontális jellegű szobrok még csak elölnézetből nyújtanak teljes értékű élményt. A merev, a hagyományokban szigorúan rögzített testtartással élénk kontrasztban áll a szemek élénk pillantása. A frontalitással összhangban a szobrokat mindig falak, illetve oszlopok elé állították; teherhordó funkciót soha nem kaptak.
Az Óbirodalomban a kőszobrokat többnyire a viszonylag lágy mészkőből faragták. A Középbirodalomtól a keményebb, főleg vulkáni kőzetek használata vált jellemzővé. Mivel a halottkultusz igényelte az alakok képmásának megörökítését, valószínű, hogy ezeknél nagyságrendekkel több szobor készülhetett egyszerűbb anyagokból (agyagból, illetve fából), ezek közül azonban viszonylag kevés maradt fenn. Az óbirodalmi portrészobrokon gyakoriak a berakott szemek. Ezeken a szemfehérjét mészkőből, a pupillát füstkvarcból vagy morionból, a szemöldököt gyakran rézből formálták meg. Jellegzetes példák:
- falusi bíró szobra,
- írnok szobra (MűvKezd 60–62).

## Történeti áttekintés
A részletes felbontás történeti szakaszai:
- történelem előtti időszak (i.e. 5000–3000);
- korai dinasztiák kora (i.e. 3000–2700);
- az óbirodalom és az első átmeneti kor (i.e. 2700–2100);
- a Középbirodalom és a második átmeneti kor (i.e. 2100–1600);
- az újbirodalom és az átmenet a későbbi időkhöz (i.e. 1600–712);
- kései korszak (szaiszi szakasz, i.e. 712–332);
- ptolemeida építészet (i.e. 332 – i.u. 395)

### Történelem előtti időszak (i.e. 5000–3000)
Az ókori Egyiptom változatos kultúrákból olvadt egybe. Északon a predinasztikus korban kulturális egységről nem beszélhetünk; a Nílus deltájának mocsaraiban változatos, egymással legfeljebb laza kapcsolatot tartó kultúrák alakultak ki. Ezek és a későbbi egyiptomi művészet között kapcsolat nem látható. A magasabb fokú egyiptomi kultúra Dél-Egyiptomban született meg, ahol a sok lelőhely alapján összefüggő, egyenes vonalú fejlődés képe rajzolódik ki.

#### Észak[3]
Tisztán neolitikus kultúrák:
A Fajjúm-kultúra a neolitikum fejlett, előrehaladott szakaszából való. időszakait az ábécé nagybetűivel jelölik – a legősibb a Fajjúm A (i.e. 5000 körül). Építészeti emlékei gyakorlatilag nem kerültek elő.
A vele közel egyidejű Merimde-kultúra (i. e. 4570–4250 körül) lelőhelye Merimde beni-Szalame a Delta délnyugati szegélyén egy mestersége csatorna mentén. A tojásdad alaprajzú, lemélyített kunyhók két sorban, egymástól szabálytalan távolságra álltak el egy utca két oldalán. Alacsony, kezdetleges (rostot jóformán nem tartalmazó) vályogfalukba nem vágtak ajtót; a bejutáshoz egyszerűen át kellett lépni a falon. A lemélyített padlón földbe ásott edénybe gyűjtötték az esetleg becsurgó vizet. A lelépést belül vízilócsontból készült küszöb könnyítette meg. A nádtető valószínűleg cölöpökön nyugodott.
A telepnek nem volt külön temetője. A halottakat az elhagyott lakóházakba (Hajnóczi 93. old.) vagy a házak közelében, arccal a kunyhó felé temették el. A zsugorított testhelyzetben elföldelt holttestek mellett sírmelléklet csak ritkán található; ezek többsége díszítetlen kerámia.
Az el-Omari-kultúra (i. e. 4000-ig, a mai Kairó közelében) az előzőektől eltérően nem valamilyen földrajzi helyről, hanem egy kutatóról kapta a nevét. Emlékeiként kerek és ovális kunyhók kerültek elő. Egyes halottakat külön temetőben helyezték nyugalomra, de itt is szokásban volt volt a telepen belüli temetkezés. Némelyik sírban csak egyetlen edényt helyeztek el, másokban kőeszközöket tettek a halott mellé. Érdekes helyi sajátosság a mell közelébe tett virágcsokor. A halottat általában állatbőrbe vagy gyékénybe csavarták, némelyiket vászonba. A sírok közelében áldozóhelyként kis kőköröket raktak le.
Még későbbről a Kairóhoz közeli Abu Roasban (Hajnóczi 93. old.) egy sírból nyeregtetős házak makettjei kerültek elő; ez az épületforma a klasszikus egyiptomi építészettől teljesen idegen (MűvLex).

#### Dél[3]

A Nagada I kultúra elterjedése, fontosabb lelőhelyei

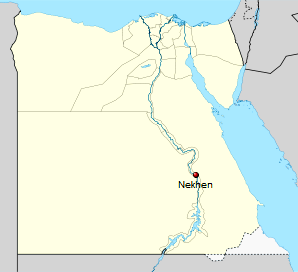
Nehen városának helyzete

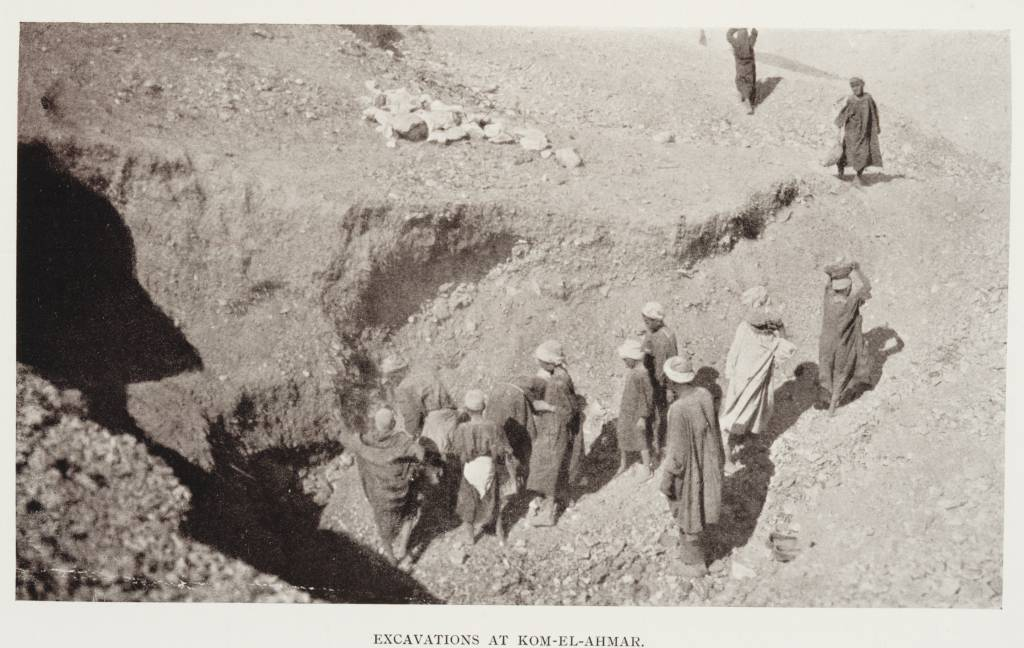
Ásatás Hierakónpoliszban (1910)

Az időszak első fontos, még egyértelműen neolitikus lelőhelye Tasza. A Tasza-kultúra fennmaradt sírjainak nyugati oldalán általában kis fülkét képeztek ki egy edény számára. Így egyes halottakat (gyerekeket) ágakból készített és gyékénybe csavart ládákban helyeztek el. Egyedi jellegű sírleletek a felül kitüremlő, karcsú testű virágkehelyhez hasonló edények, az ún. tulipánpoharak. Ezeket mészbetétes díszítéssel látták el.
A kőrézkor (kalkolitikum) nevét onnan kapta, hogy a leletek közt a kőeszközök mellett réztárgyak is megjelennek, de (ritka és nem egyértelmű kivételektől eltekintve) nem használati, hanem díszítő céllal.
Első képviselője a Badari-kultúra (i. e. 4400–4000 körül a Nílus mellett); fontosabb lelőhelyei Badári és Mosztagedda. Bizonyítottnak tekinthető, hogy ennek népessége már a később egyiptominak nevezett nyelvet beszélte.
Valamennyi épület vályogtéglából készült fa szerkezeti elemekkel, ezért jobbára csak alapjaik maradtak fenn. A lakóházak többségének alaprajza ovális volt.
A sírok falát néha gyékénnyel vonták be, egyes síroknál cölöpökön nyugvó lefedést is készítettek a holttest fölé. Különös temetkezési rítus figyelhető meg egy női sírban, ahol a fej helyére edényt tettek. A gazdag sírmellékletekből kiderül, hogy edényeiket többnyire díszítették. A vallás korai történetének fontos emlékei az állattemetkezések. Nem egyszerűen elföldelték a leölt vagy elhullott állatokat, hanem tervszerűen utánozták az emberi temetkezéseket. Ezekben a szarvasmarha-, illetve juh- (vagy kecske-) sírokban a tetemeket gyékénybe csavarták.
A síremlékek bejárata előtt rendszeresítették a sztéléket. Kiemelkedő emlék az ún. Kígyókirály sztéléje kiegyensúlyozott kompozíciójával, finom és biztos vonalvezetésével (MűvLex, p. 594.). Kevés nagyplasztika maradt meg, köztük (a kor a végéről) a két legrégibb királyszobor (egyiket mészkőből, a másikat palából faragták).
Az ezt követő Nagada-kultúra több új elemet hoztak be. A Nagada I (amrai kultúra, i.e. 4400-3500) kisebb területre korlátozódott. A nagyobb kiterjedésű Nagada II (más néven: gerzei kultúra) időszaka i.e. 3500-3200, a Nagada III-é kb. i.e. 3200–3000.
A Nagada I házleletei ritkák; El-Hamarija falu mellett tártak fel kilencet. A kerek sárkunyhók átmérője alig 1–2 méter. Padlójuk döngölt föld, a sárfalak 30 centiméter vastagok. A tetőszerkezetről semmit sem tudunk. A későbbi neheni házak kissé nagyobbak, négyszögletűek. Félig földbe vájták és vályogtéglával bélelték őket, mint a korabeli sírokat. A periódusból más lakáscélú épület nem ismert.
A Nagada II-ben a kerek és hosszúkás, lekerekített sarkú sírok mellett megjelentek a téglalap alakúak, a melyeket idővel elkezdtek helyiségekre osztani, és belülről vályogtéglával bélelték ki őket. A holttestek egyre ritkábban csavarták gyékénybe; helyette vályog- illetve fakoporsókra tértek át. Egyes halottakat (alighanem a hazajáró lélektől félve) valószínűleg megcsonkítottak. Ez éppen ellentéte volt az Egyiptomban eluralkodott szemléletnek, amely a túlvilági fennmaradáshoz a test épségét is szükségesnek tartotta. A fejet némelykor külön temették el, máskor – akárcsak korábban, a Badari-kultúrában – edényt vagy strucctojást tettek a helyére helyére. Ismerünk edény-temetkezéseket is, bár ezek ritkák (a halottat tartalmazó nagy korsót fejével lefelé helyezték el a sírban).
A lakóházak többsége ovális alaprajzú maradt, de nem sokkal a korai dinasztikus kor előtt megjelent a téglalap (MűvLex).
Az ókori Egyiptom időben első ismert templomegyüttese az ókori Nehen város szent körzete.
A neheni előkelőek temetőjében maradt fenn az első ismert festmény: egy faltöredéken kajütös, jelvényekkel díszített hajók, emberek és állatok, vadász- és harci jelenetek láthatók látszókag rendezetlenül, kompozíciós egység nélkül. Az ismeretlen művész ezekhez három színt használt: fehéret, vöröset és feketét – a kor kerámiáit rendszerint egy-egy színnel festették (MűvLex, p. 594.).
A Nagada III (szemaini kultúra) idejéből ismertek az első öntözőművek maradványai. Az időszak legjelentősebb temetője az abüdoszi temető, mai nevén Umm el-Kaáb.

### Korai dinasztiák kora (i.e. 3000–2700, illetve 2650)[8]

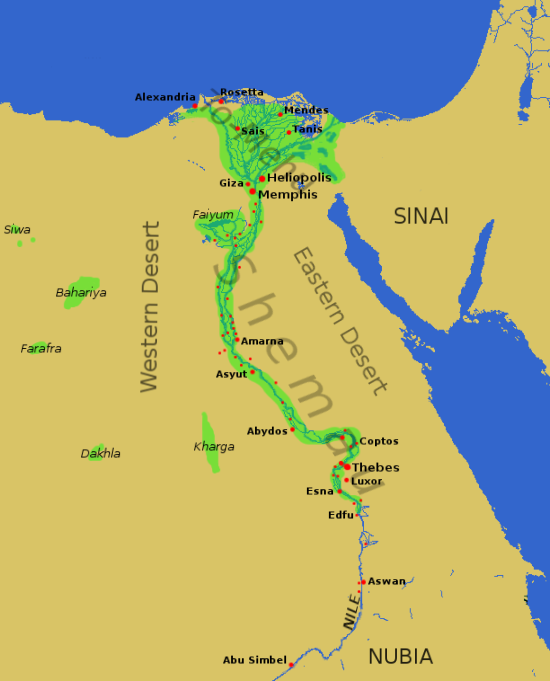
Az ókori Egyiptom

A de Maadi–Buto kultúra elterjedése

Az építészettörténet korbeosztása itt nem egyezik a kor történelmi szakaszolásával: a III. dinasztia idejét (kb. i. e. 2700–2625) a történészek már az Óbirodalomhoz sorolják, építészetileg viszont még a korai dinasztiákhoz (a thiniszi kor építészetéhez) áll közelebb. Ebben az időben kezdett egységesülni a Nílus-völgy építészete (Hajnóczi).
A sírokat, síregyütteseket a leggyakrabban még barlangszerűen a sziklába (főleg homokkőbe) vájták. A felszíni építményeken uralkodóvá és sokáig az egyiptomi építészet megkülönböztető sajátosságává vált a faragott kőből építkezés. Az első sírvárosok még az elhunytak túlvilági életének szimbolikus színhelyei voltak a valódi városokra emlékeztető megoldásokkal. Az 1-2. dinasztia fáraói még masztabákba temetkeztek. A piramisba temetkezés a 3. dinasztiától vált szokássá; ezzel párhuzamosan a masztaba a fáraóval együtt a sírvárosba temetett előkelők temetkezőhelyévé vált. A bejárat előtt álló sztélék még többnyire elnagyoltak, durván megmunkáltak; rajtuk többnyire csak a halott alakját, neveit és címeit tüntették fel (MűvLex).
A kor jellegességének számít néhány olyan építészeti megoldás (falazó anyagok és a falak kiképzésének egyes módjai), amelyek az egyiptomi építészet későbbi időszakaiból nem ismeretesek – a legtöbb kutató ezeket pontosabban meg nem határozott „idegen” eredetűnek tekinti (Hajnóczi).
Az ősi hieroglifák és a korai domborművek alapján úgy tűnik, hogy a korai városok kör alakúak voltak. A települést kerítő falat körbástyák erősítették; magának a városnak az írásjele is egy kör volt. A fennmaradt makettek szerint a tornyok tetejét pártázatos mellvéddel vették körül. Ugyancsak bástyák erősítették a paloták falsávokkal tagolt homlokzatait – ezek a jegyek elő-ázsiai hatásra utalnak (Hajnóczi).
Fontosabb lelőhelyek:
- Umm el-Kaáb (erődített település);
- Nehen és Neheb (ikerváros; a protodinasztikus korban Felső-Egyiptom fővárosa);
- Butó, azaz Per és Dep (ikerváros; a protodinasztikus korban Alsó-Egyiptom fővárosa);
- Abüdosz, az ókori Egyiptom egyik leghíresebb szent városa;
- Szakkara – Memphisz 7 km hosszú nekropolisza egyebek közt Dzsószer fáraó lépcsős piramisával és sírkerületével;
- Negada – az I. dinasztia több tagjának temetkezőhelye.

A korai főváros, Thinisz tényleges temetővárosa Abüdosz volt, a Memphisz melletti Szakkarában jelképesen temetkeztek. Maguk a fővárosok szinte maradéktalanul pusztultak el, építészetükre azonban a nekropoliszokban fennmaradt épületmakettekből viszonylag jól következtethetünk.
Fontosabb épületfajták:
- masztaba,
- kápolna.

### Óbirodalom és első átmeneti kor (i.e. 2650–2100)

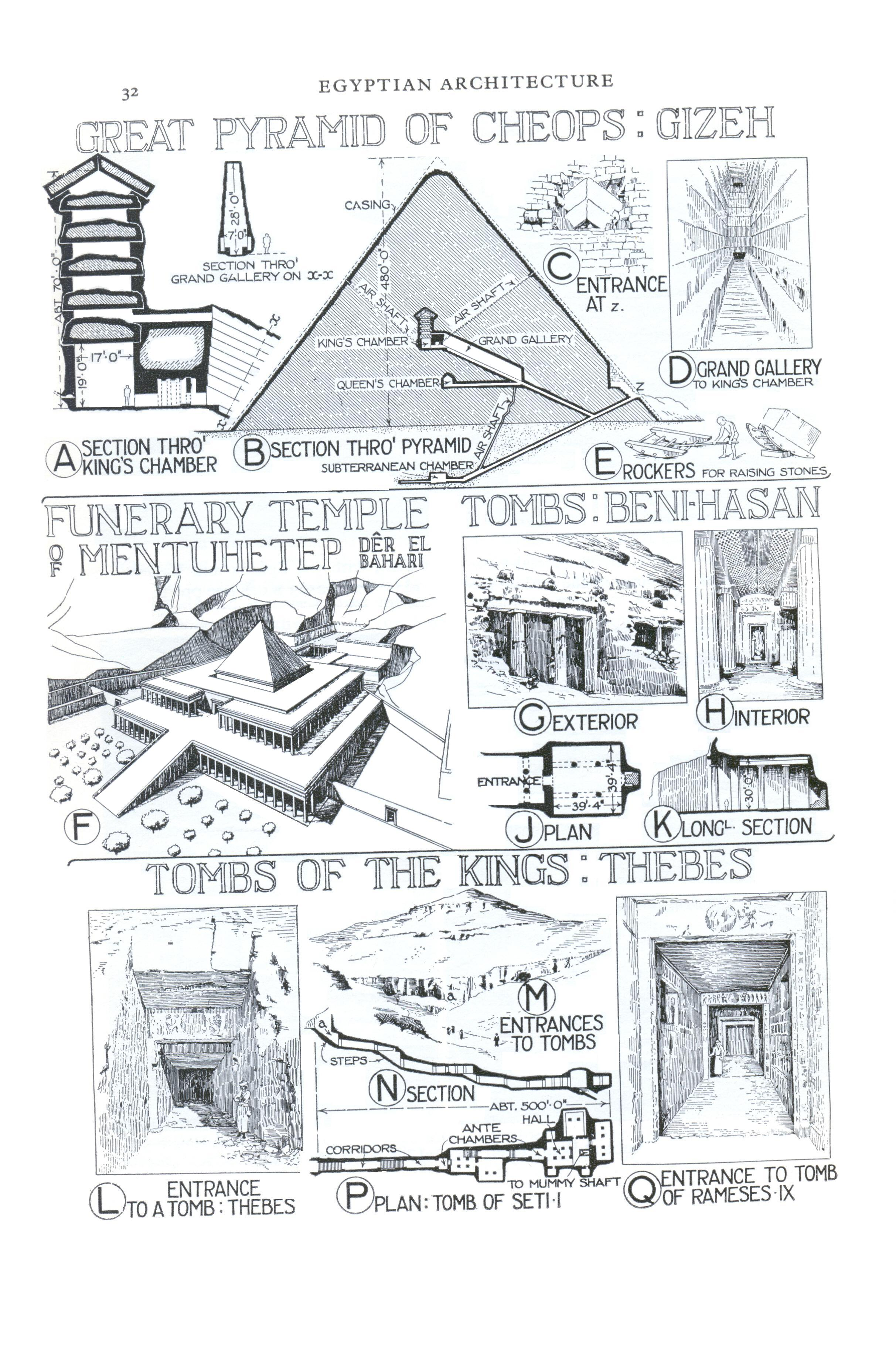

Ebben az időszakban vált egységessé a Nílus-völgy építészete, de az épületek közül jóformán csak a fáraók piramisai és mellettük a rokonok, főhivatalnokok számára engedélyezett masztabák (kisebb síremlékek) maradtak fenn.

#### Síremlékek
A legismertebbek a mai Kairótól a Fajjúm-oázisig, 70 km hosszan húzódó sírmező építményei. A piramisokhoz külső előcsarnok társult; bennük folyosókat és sírkamrát alakítottak ki. A piramist és a körülötte álló masztabákat zárt fallal vették körül. Ezek a sírvárosok az előző szakasztól eltérően már nem lakóhelyek voltak, hanem a Napistennel azonosított fáraó túlvilági útját jelenítették meg építészeti eszközökkel. Ezt a „sír-út” koncepciót (axiális elrendezést) vették át a naptemplomok is (Hajnóczi).
A legjelentősebb és ezért legismertebb piramiskörzet a gízai piramismező (az ún. gizehi piramisok).
A síregyüttesek, a paloták és a templomok megjelenése is zárt volt; homlokfaluk (a pilon) rendkívül vastag, védelmi jellegű. A belső térbe egyetlen, a homlokfalba vájt kapun lehetett bejutni; a kapuhoz vezető utat (dromosz) kőoroszlánok és szfinxek őrizték.
A szakkarai lépcsős piramis épületegyütteséhez sorolt Ünnepi Sátor (és az együttes többi, korabeli épülete) mutatja, hogyan váltottak az építészek a fa helyett kényszerből kőgerendákra és -oszlopokra: ezek keresztmetszete még a fagerendákhoz hasonlóan karcsú. Az oszlopok még nem önállóan teherviselő szerkezetek, hanem afféle rejtett belső támfalak, mert Imhotep még nem bízott tartósságukban. A falakkal, illetve falnyelvekkel egybeépített oszlopkezdemények alakja a faoszlopok alakját utánozza, fejezeteik pedig a faszerkezeteket összefogó növénykötegeket – utóbbi hagyományt az óegyiptomi építészet mindvégig megőrizte.
A IV. dinasztia épületmaradványain emberalakok még csak a sztéléken tűnnek fel. Az V. dinasztia idejétől a helyiségek falait az előkelőek életének eseményeit:
- lakoma,
- halászat,
- vadászat,
- tánc,
- hajózás,
- adószedés,
- munka stb.

ábrázoló reliefekkel díszítették annak érdekében, hogy az elhunytak a túlvilágon is úgy éljenek, amint azt a Földön megszokták. A jelenetek feliratokkal váltakoztak.

#### Templomépítészet
Az Óbirodalom első dinasztiái alatt építették az első kőtemplomokat. Ezekben a síkfödémet még nem kör keresztmetszetű oszlopok, hanem egymásra rakott, szögletes kőtömbökből emelt pillérek tartották.
Az Óbirodalom vége felé már valamennyi fontosabb épületet kőből falazták, csak a szegények házait építették továbbra is vályogból.
Az első, önálló épületformaként azonosítható templomok az V. dinasztia idején tűntek fel. Ezekben az egymás után következő épületek sorát udvarok tagolták. Ez az elrendezés az első átmeneti korban, nagyjából a X. dinasztia idején érte el kiforrott formáját. A templomépítészet önálló ágazataként az V. dinasztia idején jelentek meg a naptemplomok. Az épületek fő díszei az oszlopok voltak, amelyek gondosan kidolgozott fejezetei között a lótusz- és a papiruszfejezet dominált (MűvLex, p. 595.).
Az első átmeneti korban gyakorlatilag minden művészeti ág színvonala nagyot hanyatlott. A királysírokat (néhány, Memphisz közelében épített masztaba kivételével) sziklába vájták és alig díszítették; a halott mellé csak néhány egyszerű, olcsó agyagtárgyat tettek. A korábban reliefeken ábrázolt jeleneteket, áldozati tárgyakat szobrok formájában örökítették meg; ezek az ún. szolgaszobrok. Ezeket általában fából faragták; csak néhányat kőből (MűvLex, 596. old.).

### Középbirodalom és második átmeneti kor (i. e. 2100–1585)

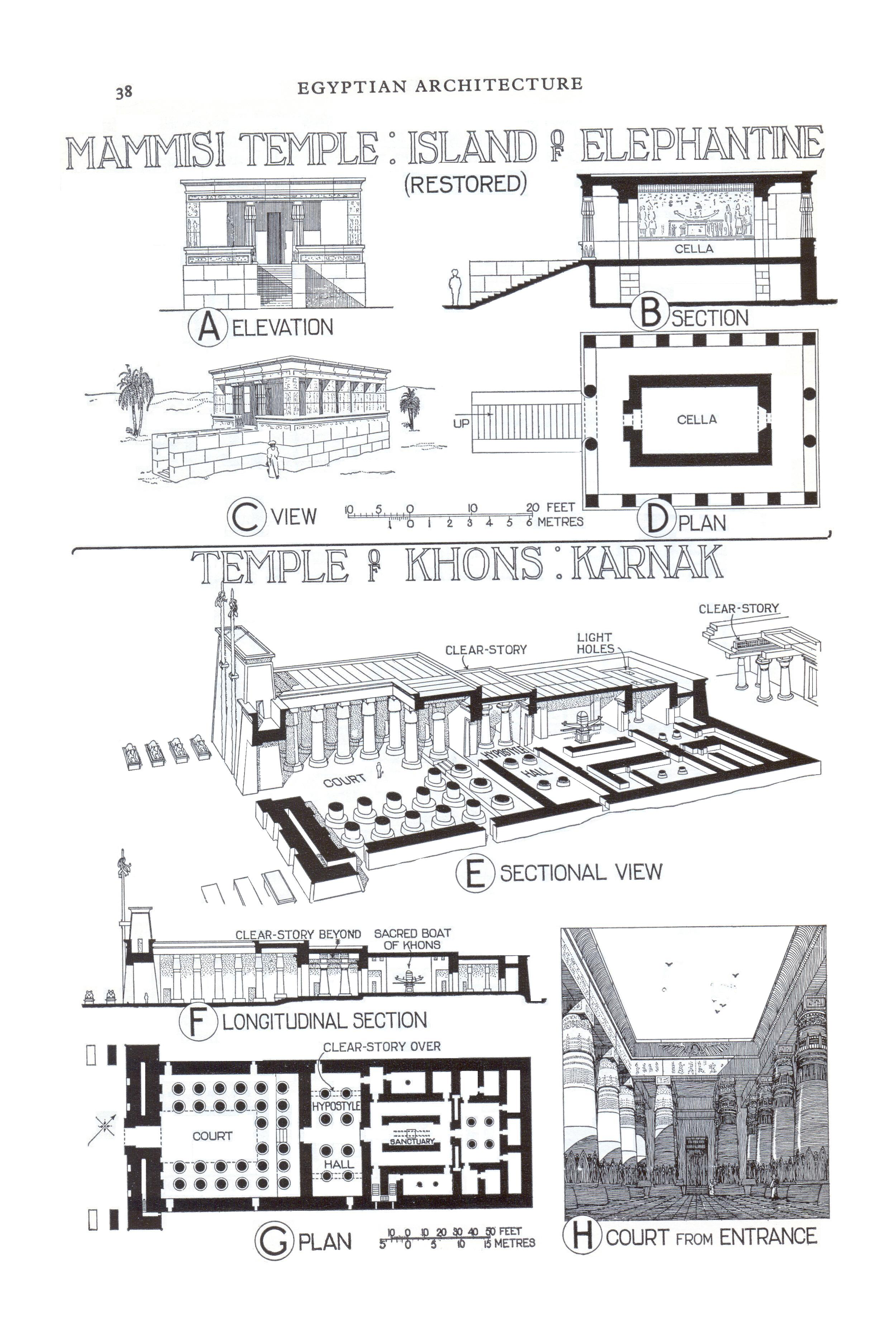

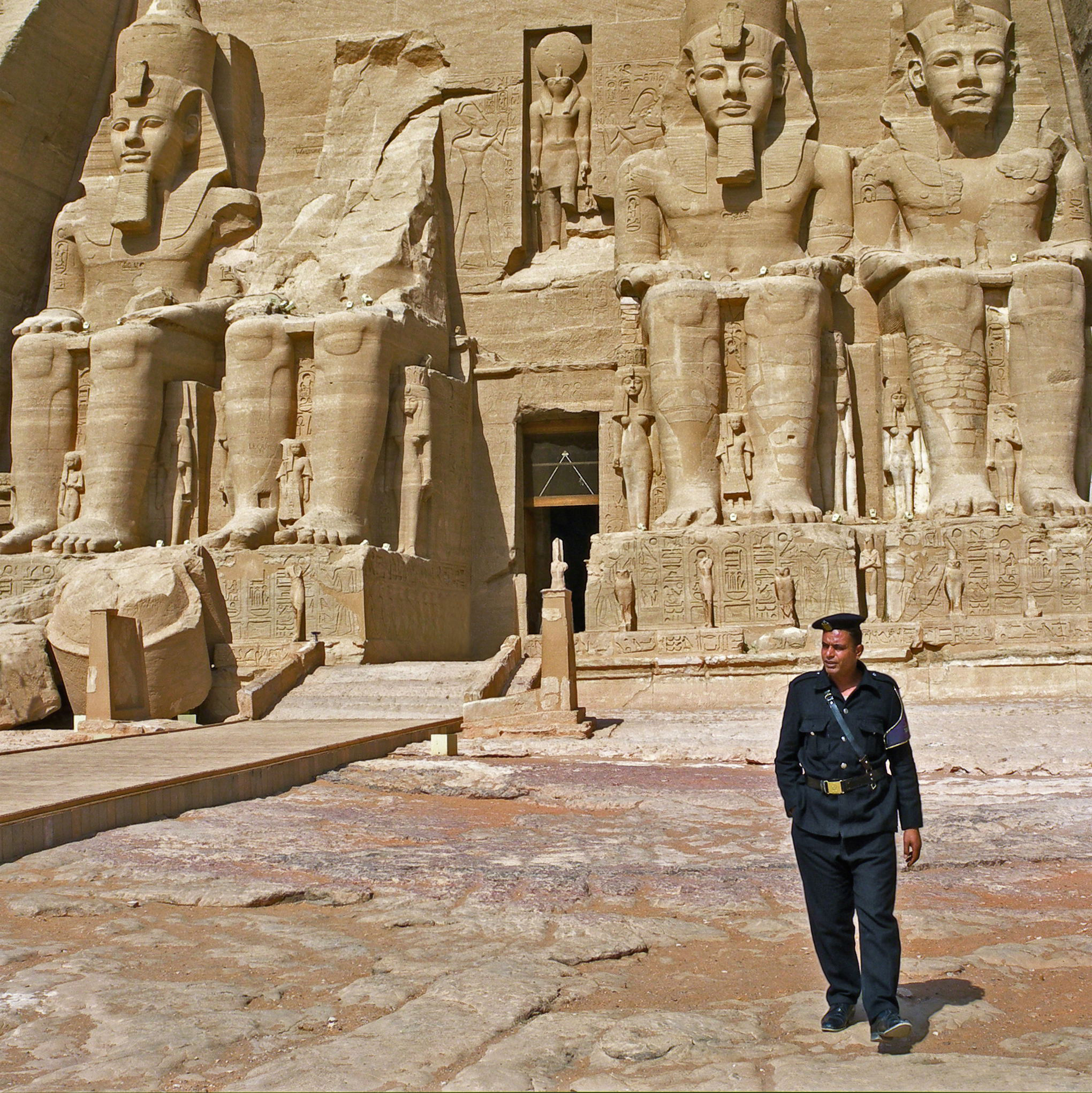
II. Ramszesz ülő szobrai az Abu Szimbel-i sziklatemplom bejáratánál

A Fajjúm-oázis nagy műszaki átalakítása, a Kárúni-tó szabályozása után a gazdasági élet súlypontja fokozatosan délre tolódott; végül ennek jeleként az ország új fővárosa is a Felső-Egyiptomban épült Théba lett. Annak érdekében, hogy Alsó-Núbiát tartósan a birodalomhoz tudják kapcsolni, nagyjából a 2. katarakta vonalában kiépítették a déli határvidék erődrendszerét.
Sajnos, a korból csak nagyon kevés épület maradt fenn, mivel ebben az időben a lakóházakat, a királyok nyugvóhelyéül szolgáló piramisokat, a templomokat és minden mást is vályogtéglából építettek. A nemesek kőbe vágott sírjaiban a falfestmények a halászat, vadászat, a mezei munkák, a játékok, ünnepségek képei a korábbi korokéihoz hasonlóak. A számos kőtemplomból csak egy maradt meg Fajjúm közelében (MűvLex 597. old.).
Fontosabb lelőhelyek:
- III. Amenemhat halotti temploma (a Fajjúmhoz közeli Havarában), a kor legjobb állapotban megmaradt síregyüttese (Művlex),
- Szemna (erőd az északi határvidéken),
- Kubán (erőd az északi határvidéken),
- El-Lahún (Káhún, II. Szenuszert fáraó síregyüttese),
- Beni Haszán (sziklasírok),
- Asszuán (sziklasírok),
- Dahsúr, III. Szenuszert piramisa,
- Abüdosz, III. Szenuszert sziklasírja,
- thébai nekropolisz (legalább 415 katalogizált sírral, köztük a Montuhotepek – II. Montuhotep, III. Montuhotep, IV. Montuhotep – sírépületével; I. Montuhotep sírjának helye ismeretlen),
- Medinet Maadi – Renenutet kobraistennő temploma; az egyetlen, a középbirodalom idejéből viszonylag épen fennmaradt templom.

A kor képzőművészetének két fő stílusjegye az egyszerűség és a realizmus. A szobrászatban két alapvető irányzat különül el:
- az északi (memfiszi), amelynek művészei az óbirodalmi mintákat másolták, de már nem tudták azokat a korábbi erővel megtölteni és
- a déli (thébai), amelynek alakjain az előbbiekkel szöges ellentétben a nyers, brutális realizmus uralkodott el (jellemzőek a mélyen árkolt szemek, a kiugró pofacsontok, az erősen ívelt, előreálló ajkak és a mélyen bevésett ráncok). A magánszobrok többnyire a királyszobrok silány másolatai.

A hükszoszok uralta időszakból kevés tárgyi emlék maradt fenn. Ezekből hiányzik az eredetiség; leginkább az előző kor stílusának utánzatai (MűvLex 596–598).

#### Síremlékek
A halottkultusz szerepe csökkent; maguk a fáraók is égetett agyagtéglából épített piramisokba, illetve sziklasírokba temetkeztek. A téglapiramisok szerkezetét a korábbiakénál fejlettebbé tette a támaszgerendázat, az ún. protodór szerkezet (Hajnóczi).
A papság súlyának megnőttével a fáraók a korábbinál jóval szerényebben temetkeztek: ebből a korszakból az Óbirodaloméhoz hasonló méretű építményeket nem ismerünk. Szórványosan még épültek kisebb piramisok, a fáraók azonban levonták az Óbirodalom összeomlásának tanulságait, és mind gyakrabban elrejtették sírjaikat. A nomoszok vezetői immár nem a fáraó mellett temetkeztek, hanem odahaza. A sír fölé épített gúla az alsóbb néprétegek temetkező helyein élt tovább (Hajnóczi).
A sziklasírok előtereiben és az épületek homlokzata előtt megjelentek a külső térrel kapcsolatot tartó tornácok.

#### Templomépítészet
A középbirodalom idején alakultak ki hipetrális csarnokok (főleg templomcsarnokok). A templomok mérete hatalmasra nőtt; az egyszerű alaprajzú épületeket bonyolult épületegyüttesek váltották fel.
A sírokhoz hasonlóan a sziklából faragták ki II. Ramszesz fáraó Abu Szimbel-i templomait (amelyek éppen ezért eltérnek a hagyományos elrendezéstől) és a fáraó monumentális ülő szobrait.

#### Paloták, magánházak
Az időszak különös jelentőségét az adja, hogy innen származnak első konkrét információink a városok szerkezetéről és a lakóházak felépítéséről (Hajnóczi).
Hérodotosz leírásából tudunk III. Amenemhatnak a Moirisz-tó partján épült királyi palotáról, amit a görögök labirintusnak neveztek el. A történetíró szerint a palota két emeletén háromezer helyiség volt – ez alighanem túlzás, de a hatalmas épület bizonyára joggal nyűgözte le az i.e. VI. században odalátogató Hérodotoszt.
A magánépítészet legismertebb emlékei a Káhún melletti egykori munkásvárosban tanulmányozhatók (Művlex).

#### Gazdasági és közösségi építmények
A hagyományos épülettípusok mellett ekkor építették meg a Nílus öntözőműveit és az első várakat (Szemna, El-Lahún stb.). Kialakultak a lineáris települések (Hajnóczi).

### Újbirodalom és átmenet a későbbi időkhöz (i.e. 1580–1085)
Az Újbirodalom volt a birodalom fénykora. A papság hatalma erősen megnőtt a fáraó rovására, ezért (is) ebből az időszakból főleg templomok maradtak fenn.
Fontosabb lelőhelyek: 
- Királyok völgye (a thébai nekropolisz szívében),
- Hatsepszut halotti temploma Dejr el-Bahariban,
- a karnaki templom,
- Dejr el-Medina (a thébai nekropolisz kézműveseinek telepe),
- Théba (Uaszet néven a korszak elején az ország fővárosa),
- a luxori templom,
- Ahet-Aton (Tell el-Amarna, azAmarna-reform emléke),
- I. Széthi ünnepi temploma (Abüdosz),
- az Abu Szimbel-i templomok,
- Medinet Habu (III. Ramszesz halotti temploma).

A hagyományoktól forradalmian eltérő, a művészeteket is megújító Amarna-reform epizód maradt; a tengelyes és a koncentrikus térszervezés ötvözete nem épült be a hagyományba. Az Amarna-kor (i.e. 1372–1354) templomai vallási okokból fedetlenek voltak. Bennük a főoltárt és a szentélyt kétoldalt további oltárok, valamint oszlopok és kis helyiségek körítették (MűvLex).
Ehnaton halála után az ország visszatért a korábbi, szélsőségesen konzervatív pályára, és a művészi színvonal lassú hanyatlásnak indult. A sírokat díszítő festmények közül eltűntek a mindennapi életet, illetve a halottkultuszt bemutató képek: a megerősödő papság már kizárólag vallásos ábrázolásokat engedélyezett. A templomok szerkezete kiforrott; állandósult – kanonikus formáját végül az óegyiptomi építészet utolsó, ptolemeida szakaszában érte el (MűvLex 598–601. old.).
A világi építészet az előző korokat másolta; a lakóházak alaprajza új funkciók híján jóformán változatlan maradt – ismét csak az Amarna-kor kivételével. Az oszlopfők között gyakorlatilag egyeduralkodóvá vált a papiruszfejezet – mindössze a nyílt és a csukott virágforma váltakozott. Az emberábrázolás stílusa III. Amenhotep idején némileg átalakult: az alakok nyúlánkabbak, az arcok idealizáltabbak lettek. (MűvLex 599. old.)

#### Templomépítészet
A templomok végleg elkülönültek a síremlékektől, de átvették azok lineáris elrendezésmódját. Ez a koncepció mindinkább eluralkodott – olyannyira, hogy az egyes templomkörzetek közé is tengelyes szerkezetű összekötő épületegyütteseket emeltek, sőt, megjelentek a lineárisan szervezett települések is.
A kor jellemző templomtípusának három fő része:
- oszlopos udvar,
- hüposztil csarnok és
- szentély, illetve szentélyek.

A bejárat kéttornyú, monumentális hatású pülonban nyílt; elé kétoldalt egy-egy obeliszket állítottak. Az oszlopfők a papirusz virágját utánozták nyitott vagy zárt formában.
Hatsepszut halotti templomában a nagy alsó udvarból ferde feljárókon juthatunk el a három, egyre magasabban következő teraszhoz (MűvLex, 598. old.)

#### Síremlékek
A korszak elejének formaképzése szerves folytatása a Középbirodalom építészetének. A 18. dinasztia első felében megmaradt az épületek nyílt jellege és maradtak a leegyszerűsített formák:
- tornácok,
- protodór oszlopok.

A XVIII. dinasztia idejétől (körülbelül i. e. 1550-től) a fáraók már nem piramisokba, hanem sziklasírokba temetkeztek a Luxorral átellenben fekvő Királyok völgyében.
A sírok elrendezése meglehetősen egyszerű: szelíden lejtő, hosszú folyosó vezet a sírkamrába. A folyosót időnként kis szentélyek szakítják meg. A sírkamrát széles pillérek tagolják. Hasonló jellegűek a királynék és hercegek sírjai nem messze, a Királynők völgyében.
A magánsírok előtt nyitott udvart alakítottak ki, amelyből két bejárat nyílt: egyik a szentélybe, a másik a sírkamrához vezető aknába. A sírkamrát esetenként több helyiségre tagolták. A szentély bejárata elé kis téglapiramist emeltek, a csúcsán kőből készült és vallásos jelenetekkel díszített piramidionnal. A közelében álló sztélék a halottat ábrázolták, ahogy a Nap előtt imádkozik. A thébai nekropolisz nyugati oldalán szinte valamennyi síremlék ilyen elrendezésű (MűvLex, 599. old.)

#### Lakóházak
A magánépítészet legjobban megmaradt emlékei a thébai nekropolisz nyugati oldalának egyik völgyében épült munkásvárosból kerültek elő.
Gyakorlatilag még a fáraók palotái is hatalmasra növelt lakóházak voltak – egyediségüket az adta, hogy a világi mellett vallási szerepet is betöltöttek, mint afféle palotatemplomok.

#### Épületszobrászat és -festészet
Ennek a kornak a vége felé tűnt fel a díszítmények között a vájt relief (relief en creux) (MűvLex).

### Szaiszi szakasz (i.e. 1100–338, illetve 332)[9]
Az egykori Szaiszból jóformán semmi sem maradt; még az is többé-kevésbé következtetés, hogy a városmag tengelyes elrendezésű volt. A fő út mellett állt a város istennőjének temploma, benne a világ első orvosi egyetemével.
Fontosabb lelőhelyek: 
- a felvonulási út Hatsepszut halotti temploma és a karnaki templom között,
- bevezető oszlopsor a karnaki templom keleti oldalán a nagy hüposztil csarnok előtt,
- pülónsor a Nílus nyugati partján.

A perzsa uralom (i.e. 525–404) a művészet alakulását nem befolyásolta.

#### Épületek
A szaiszi szakasz építészetéről keveset tudunk, mivel az egykori épületeket a középkorban elbontották, anyagukat újrahasznosították. A külső hatásokra adott konzervatív válaszként az épületek archaizáló jellegűekké váltak. Különösen a XVIII. dinasztia építészetét tartották nagy becsben; több ilyen épületet le is másoltak. Viszonylag kevés új (határozottan monumentalista jellegű) templomot emeltek, viszont a régieket karbantartották, illetve restaurálták, és közülük többet (főleg Karnakban és Thébában új szentélyekkel bővítettek (MűvLex).

#### Épületszobrászat és -festészet
A kiváló technikai tudású szobrászok biztos kézzel, az újbirodalmi, thébai műhelyek hagyományos stílusában faragták szobraikat. Közülük a legtöbb Karnakban maradt fenn. Több szobor megközelíti II. Ramszesz korának művészi színvonalát. Egyes értelmezések (MűvLex) szerint a teremtő erő hiányára utal az a tény, hogy a szobrok a hagyományos tematikát és stílust vitték tovább. Mivel azonban az Óbirodalom idején megszokott mészkő helyett kemény szilikátkőzetekből (bazalt, diorit, szerpentinit) faragták, majd ragyogóra csiszolták műveiket, az ábrázolások a korábbiaknál hidegebbnek, távolságtartóbbnak tűnnek.
A reliefek és falfestmények tematikája vallásos ábrázolásokra szűkült; nagy többségük teljesen konvencionális. A nagy thébai sírokban ugyanazokat a jeleneteket örökítették meg, mint az óbirodalmi masztabákban, de ezekben a kései ábrázolásokban már nincs meg az elődök derűs, eleven ereje. Némi fellendülés (miként a szobrászatban is) csak a XXV. dinasztia vége felé érezhető (MűvLex).

### Ptolemeida szakasz (i.e. 338–30)

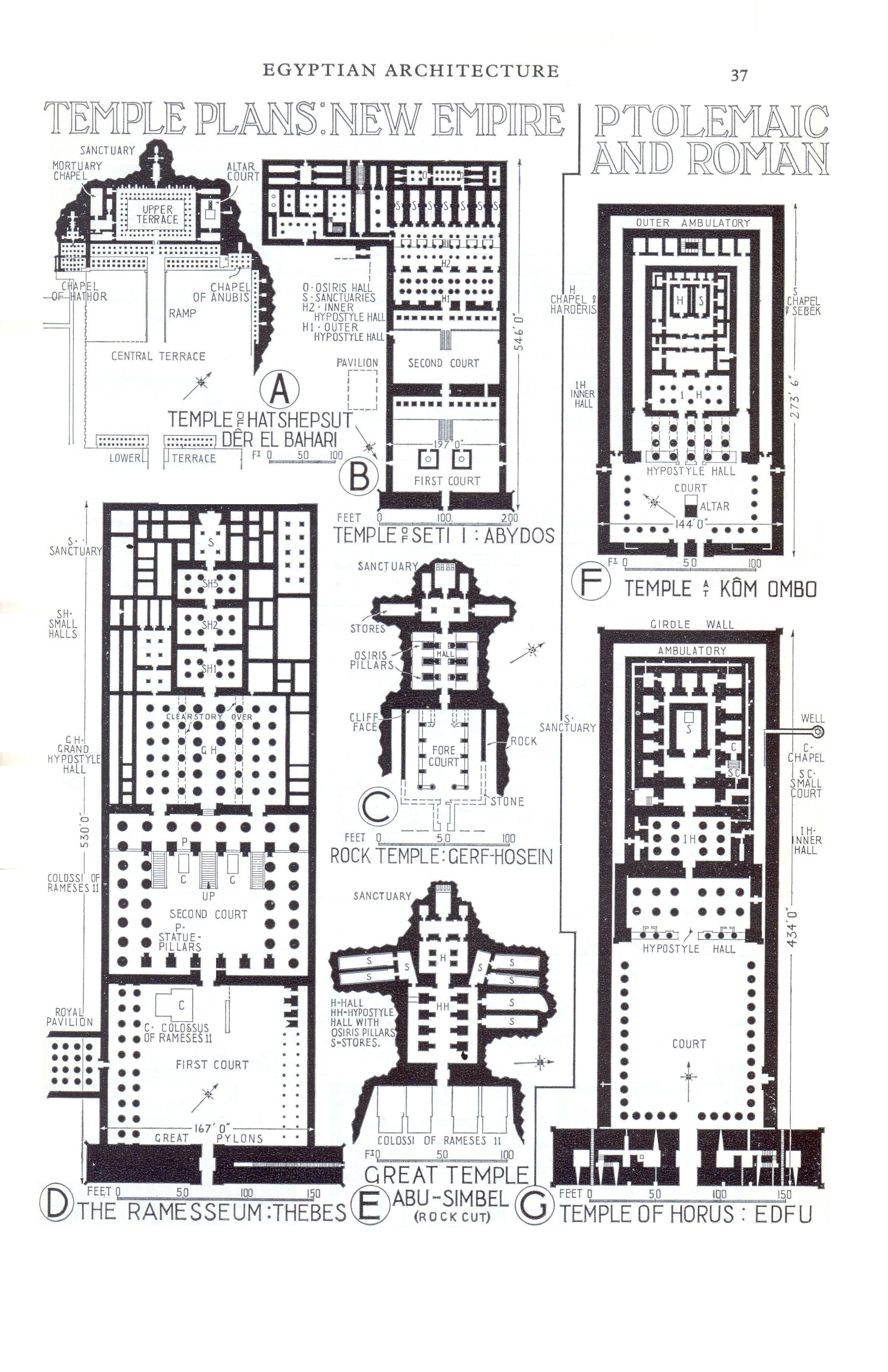

Miután Nagy Sándor elfoglalta Egyiptomot, az a hellenisztikus világrend részévé vált. Az ország fővárosa a Nílus deltájában alapított Alexandria lett; a Ptolemaioszok innen kormányozták területeiket. A hagyományos, egyiptomi stílusú épületek mellett megszaporodtak a görögös jellegűek, egyebek közt a Nagy Könyvtár (Muszeion) és a hét világcsoda egyikének tekintett pharoszi világítótorony.
Ebben az időszakban váltotta fel egyes épületekben a szintkülönbségek áthidalására korábban használt rámpát a belső lépcső. A művészet (és azon belül különösen az építészet) kettős arculatot öltött:
- a hagyományos stílus csak a vallásos (szakrális) célú építményekben, épületekben (főleg persze a templomokban) élt tovább;
- a mindennapi élet céljait szolgáló épületek görögös stílusúakká váltak; ezek a hellenisztikus művészet emlékei (MűvLex).

#### Templompítészet
Helyreállítottak, szentélyekkel toldottak meg több régi templomot, és újakat is emeltek. Ezek körül gyakran (Edfu, Dendera) új települések alakultak ki. A templom előtt nagy pilon állt, ahonnan oszlopos udvarba nyílt a bejárat. Ezután fedett oszlopcsarnok következett számos oldalkamrával, illetve szentéllyel, és abból léphettek át a fedett, sötét főszentélybe, amelyben egy vagy több kultuszszobrot állítottak fel. Az épület tetején gyakran újabb szentélyt alakítottak ki a főistenség mítoszának ábrázolásaival. Az épület körül többnyire a papok lakásai és különféle raktárak álltak (MűvLex).

#### Épületszobrászat és -festészet
A templomok oszlopait és falait mélyen bevésett és körülárkolt vájt reliefek díszítették; ez a forma dominánssá vált. Az isteneket, illetve uralkodókat – kultuszszobrokon, illetve a papokat és tisztviselőket megformálva – a megmerevült konvenciók szerint ábrázolták. Kialakult egy újfajta képmás, az úgynevezett ptolemaioszi arctípus: telt, kerek arc húsos, mosolygó ajkakkal. A portrék A királyábrázolások és a magánszemélyek arcképei is) szinte mind ilyenek (MűvLex).

### Római uralom (i.e. 30 után)
A római uralom alatt az eɡyiptomi haɡyományok mindinkább a templomok falai közé szorultak vissza. Ezek alaprajza továbbra is haɡyományos; körülöttük települések alakultak ki.
Az oszlopfők változatosabbá váltak: a lótusz- és papirusz-motívumokat különböző nyíló viráɡfejekkel váltoɡatták. A szentélyek istenszobrait méɡ a haɡyományos stílusban faraɡták, de az uralkodók és papok ábrázolásain fokozatosan erősödött a római művészet hatása. Különösen jól követhető ez az épületfestményeken, ahol először a még hagyományos tartású alakok arcvonásait formálják meg realistán, karakteres vonásokkal. A halott-művészet új eleme a fatáblára, enkausztikus technikával festett múmiaportré, amit a bepólyázott múmia arca fölé erősítettek (MűvLex).

### A kereszténység felvétele után (a 4. századtól)
A kereszténység felvétele után az ábrázolás ősi, egyiptomi hagyományai kivesztek; az új szakasz a kopt művészeté.